# Villa impériale de Katsura

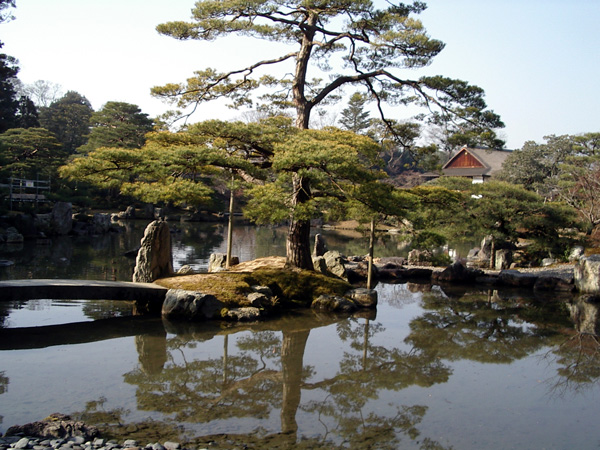
Jardin de la villa impériale de Katsura.

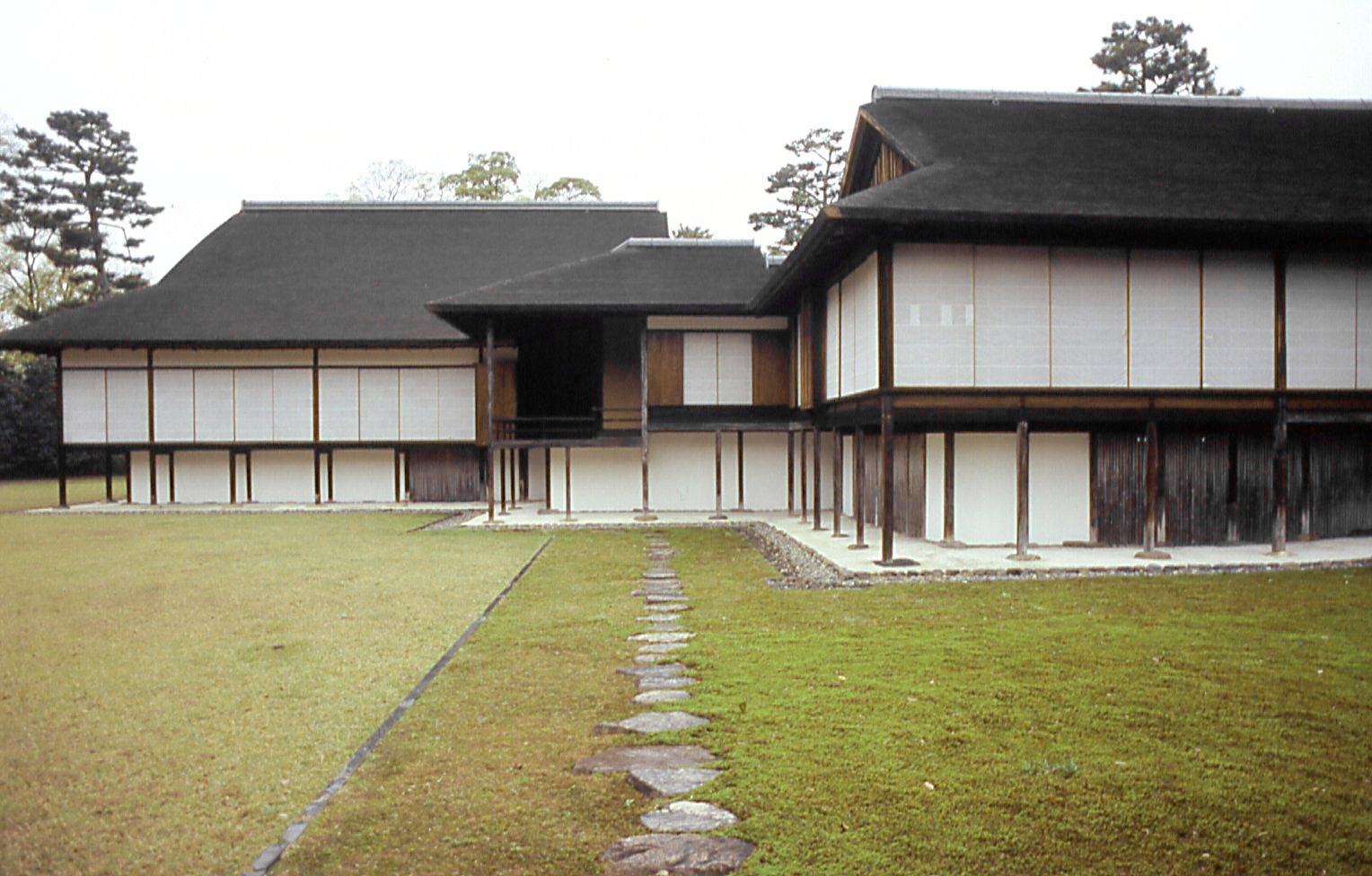
La demeure : les appartements. Le nouveau shoin, à gauche ; le passage empierré est axé sur le salon de musique (ouverture). Shoin intermédiaire, à droite. Exposition au sud-ouest.

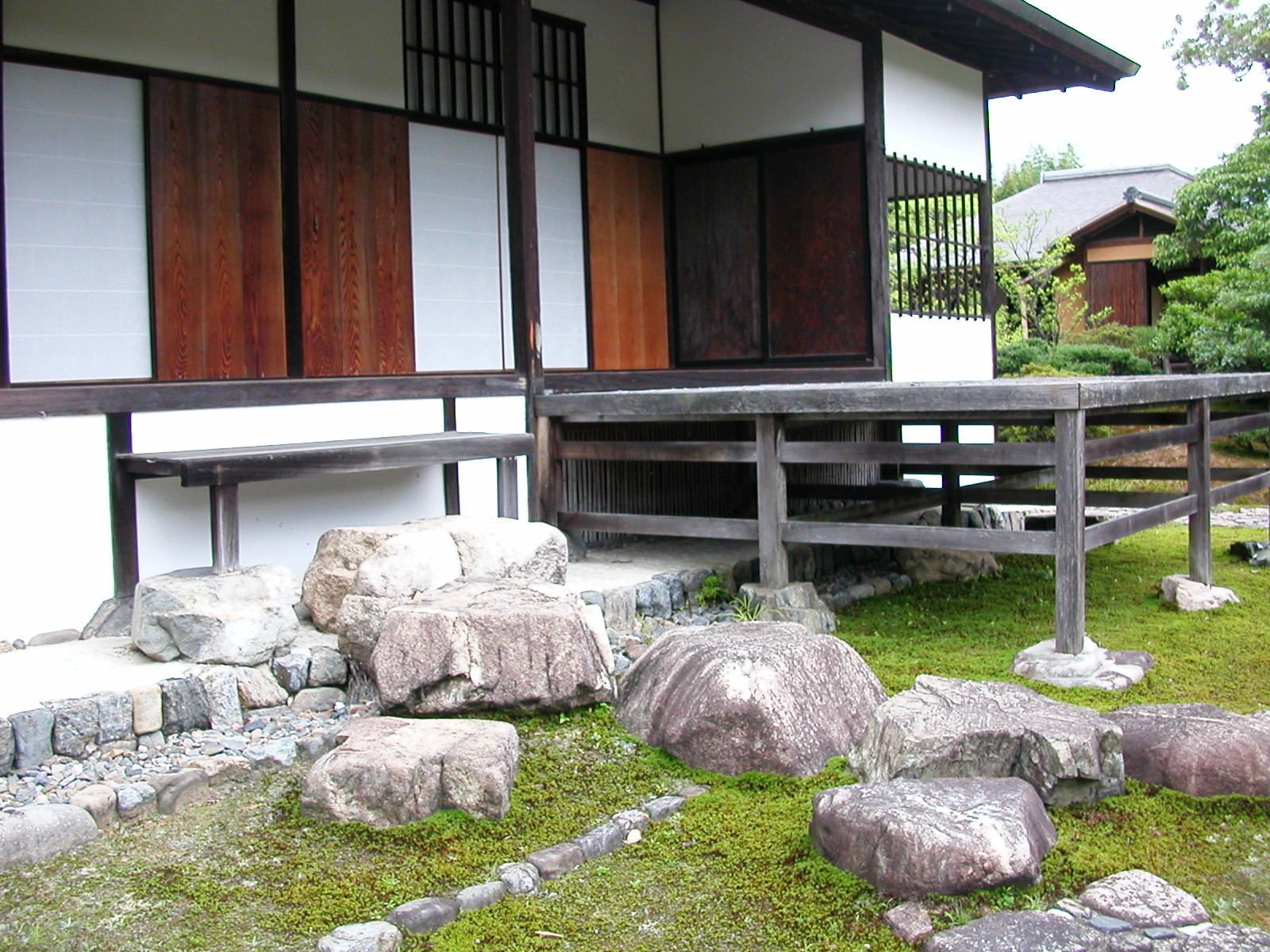
La demeure : détail de la terrasse de la Lune, de l'ancien shoin. Au fond : le petit pavillon de thé, Gepparō.

La villa impériale de Katsura, ou encore palais retiré de Katsura (桂離宮, Katsura rikyū) est un domaine constitué d'une villa, de jardins et de pavillons, réalisé entre 1616 et le milieu du XVIIe siècle. Elle est située dans la banlieue ouest de Kyōto, Japon (dans l'arrondissement de Nishikyō-ku, séparé du palais impérial de Kyōto). C'est l'un des biens culturels importants du Japon (文化財, bunkazai).
Ses jardins sont de véritables chefs-d'œuvre du jardin japonais de la fin de la période Edo.
Par sa complexité même Katsura devient un sujet d'étude pour les architectes japonais, en particulier pour ceux attachés au mouvement moderniste qui voient là un parallèle idéal à leurs théories. À partir de 1933, l'architecte allemand Bruno Taut étudie, sur place, l'architecture nippone, et fait découvrir l'exceptionnelle valeur architecturale de Katsura, par ses écrits publiés en japonais dès 1934, puis en anglais en 1937,.
Le palais a autrefois appartenu aux princes de la famille de Hachijō Toshihito. Il est aujourd'hui ouvert au public ; l'Agence impériale l'administre et accepte les visiteurs sur rendez-vous.

## Histoire

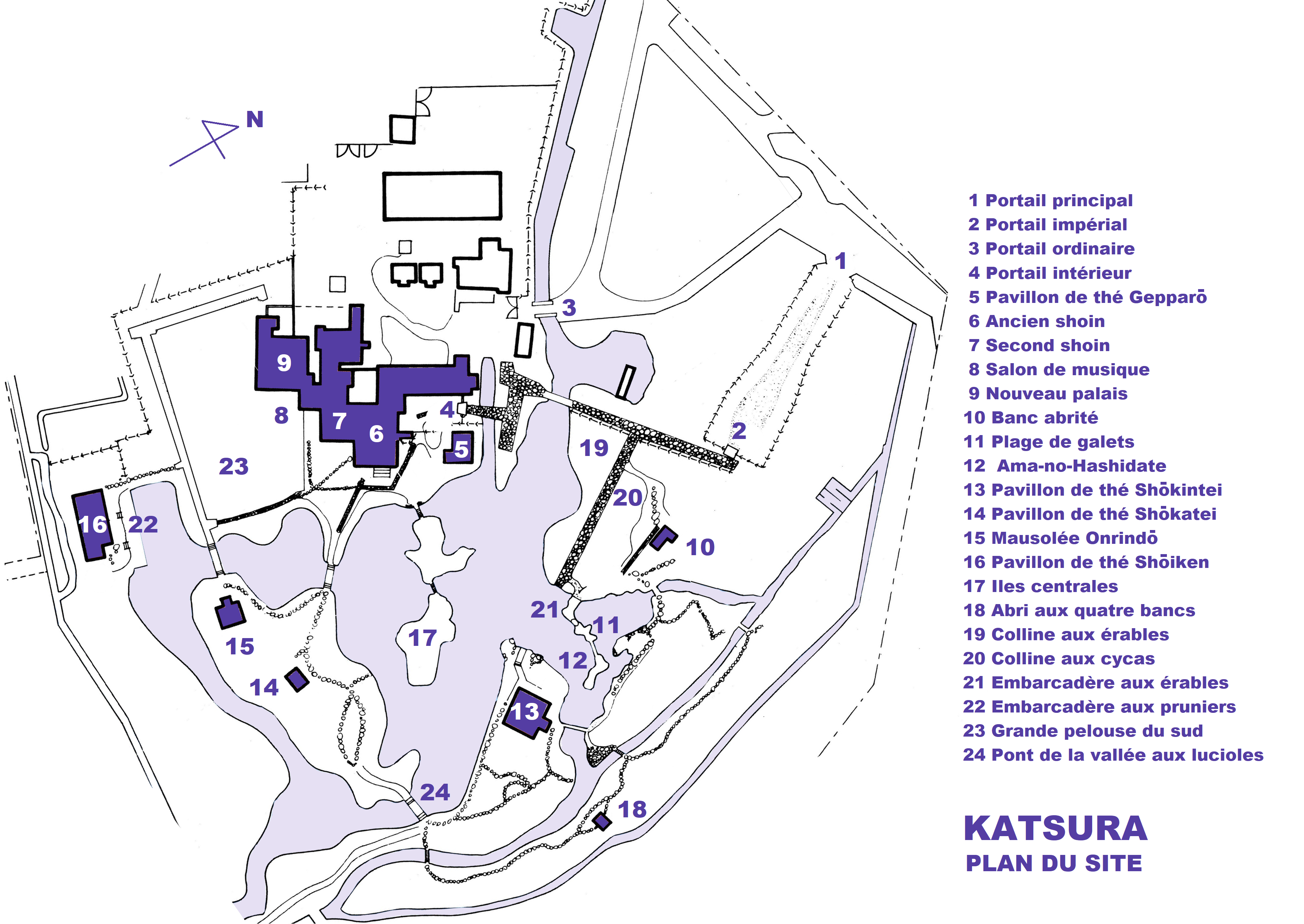
Plan du domaine de Katsura.

Le site de Katsura a été longtemps un emplacement favori pour des villas ; pendant l'époque de Heian, Fujiwara no Michinaga y avait une villa. Les membres de la cour de Heian y trouvaient un emplacement idéal pour regarder la lune.
Le prince Hachijō Toshihito (智仁, 1579-1629), premier de la lignée des Hachijō-no-miya, établit la villa Katsura. Le prince est un descendant de l'empereur Ogimachi et le plus jeune frère de l'empereur Go-Yōzei. Il fut un temps adopté par Toyotomi Hideyoshi — qui annula l'adoption quand il eut un fils — et fut le fondateur de la maison de Hachijō-no-miya.
Au début du XVIIe siècle, le corps de logis principal d’une habitation est désigné par le terme shoin. Ainsi le shoin de la villa impériale de Katsura est divisé en trois parties : l'ancien shoin, édifié après 1616, le shoin intermédiaire, édifié en 1642 et le nouveau shoin, achevé avant 1658, date de la visite de l'empereur retiré Go-Mizunoo. Le jardin et les cinq pavillons de plaisance ont été entièrement remaniés et restaurés à l’occasion de cette visite impériale. Le souverain y effectue une seconde visite en 1663. Les damiers bleus des portes et du tokonoma du grand pavillon de thé, le Shōkintei, « remontent à l’époque où Sanogawa Ichimatsu 佐野川市松 (1722-1762), un célèbre acteur de la troupe de théâtre kabuki Nakamura-za (中村座) de Kyōto, a joué sur scène, revêtant un hakama orné de ces mêmes couleurs ».
La maison de Hachijō-no-miya change son nom pour Tokiwai-no-miya (常磐井宮), Kyōgoku-no-miya (京極宮) et finalement Katsura-no-miya (桂宮), avant que la lignée ne s'éteigne en 1881. Le ministère de l'Agence impériale prend le contrôle du palais extérieur de Katsura en 1883 et, depuis la Seconde Guerre mondiale, c'est l'Agence impériale qui a pris la succession de l'administration de ce bien culturel.

## Bâtiments et jardins
Le domaine de Katsura est un lieu de villégiature, une villa secondaire pour les princes Hachijō qui résident près du palais impérial au centre de Kyoto. Le financement de cette construction viendrait de dons du shogun.
L'ensemble du jardin de Katsura est un chef-d'œuvre des jardins en circuit du style sukiya créé par Sen no Rikyū et inspiré par la maison de thé qui libère le Japon des contraintes de la tradition et permet une liberté et une fonctionnalité que l'on ne retrouve qu'avec l'architecture moderne. L'espace interne des pavillons, et spécialement de la demeure, est statique à l'extrême et offre un contraste saisissant avec l'atmosphère dynamique et variable du jardin. On a l'impression que le jardin s'écoule à travers les bâtiments et l'amour de la diagonale amène le visiteur vers un objet, une porte ou une construction. L'orientation des shoin est liée à la position de la lune.
Comme tous les jardins-promenade, celui de Katsura était dessiné pour être parcouru et admiré selon un sens particulier.
Le domaine de Katsura d'environ 58 000 m2 est limité à l'est par une haie de bambous noirs entrelacés et plus au nord par un tamagaki (clôture) plus élaborée en branchages sur de gros poteaux de bambous plantés dans le sol. On y trouve la porte principale très simple. Une allée bordée de pins mène à la porte impériale d'un caractère rustique. Cette issue marque une rupture et on se sent dans un autre monde. L'allée impériale de galets s'infléchit à gauche et la vision d'un pin soigneusement taillé crée un effet éblouissant. L'approche de la demeure se fait par le portail intérieur et un sentier dallé en diagonale traverse la cour jusqu'à l'escalier de pierre devant le porche.

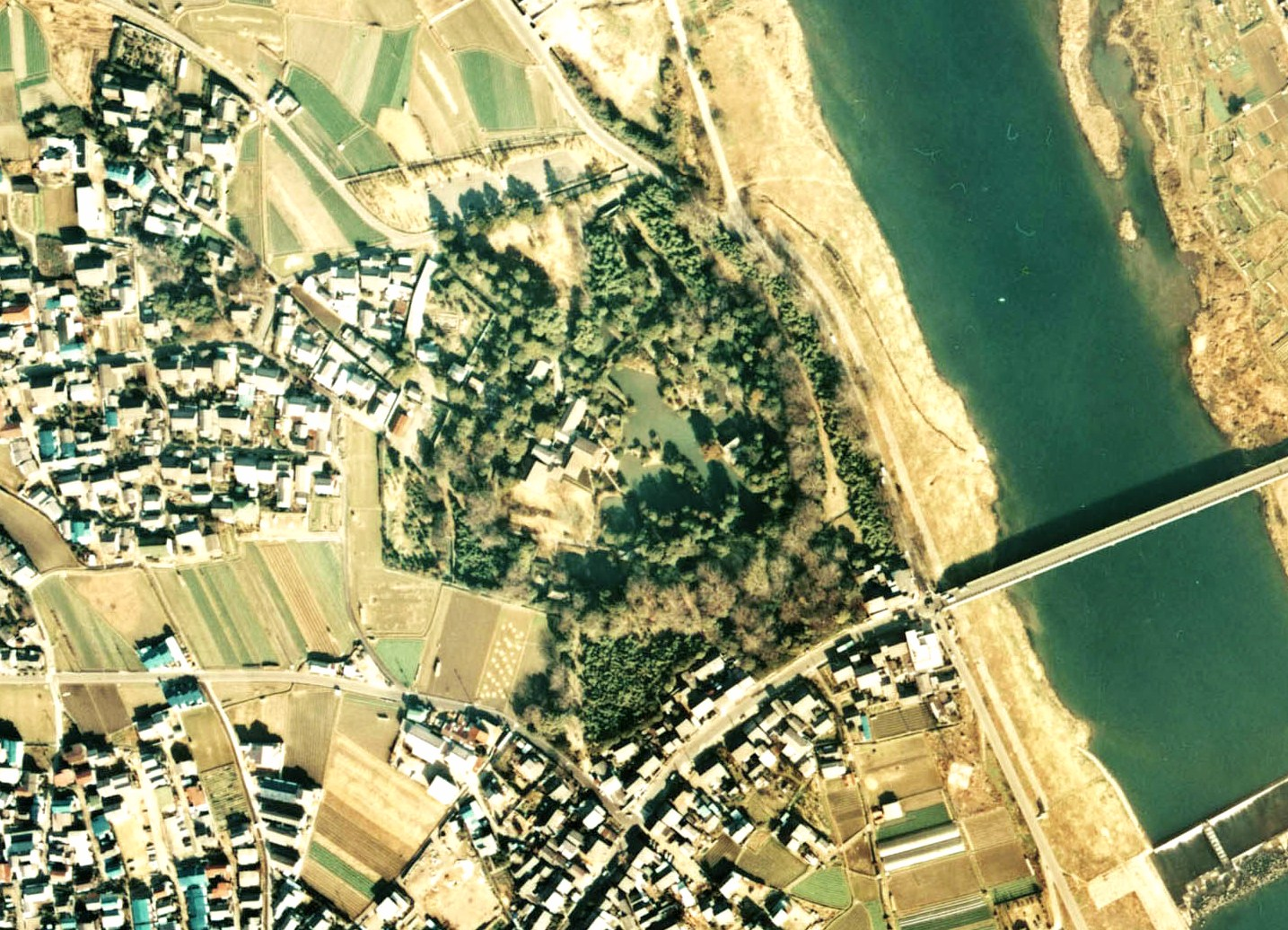
Vue aérienne du domaine.
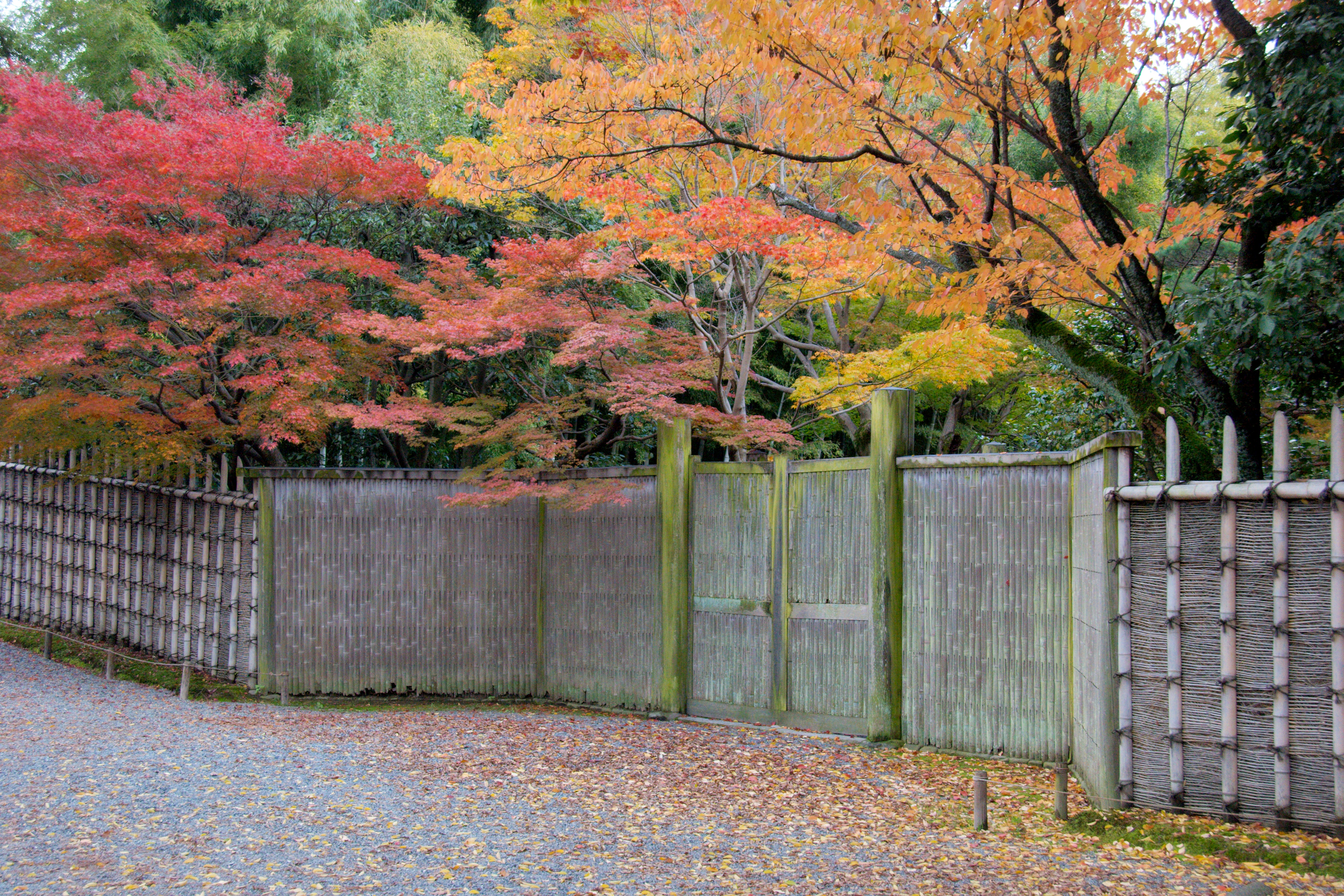
Portail principal depuis l'extérieur.
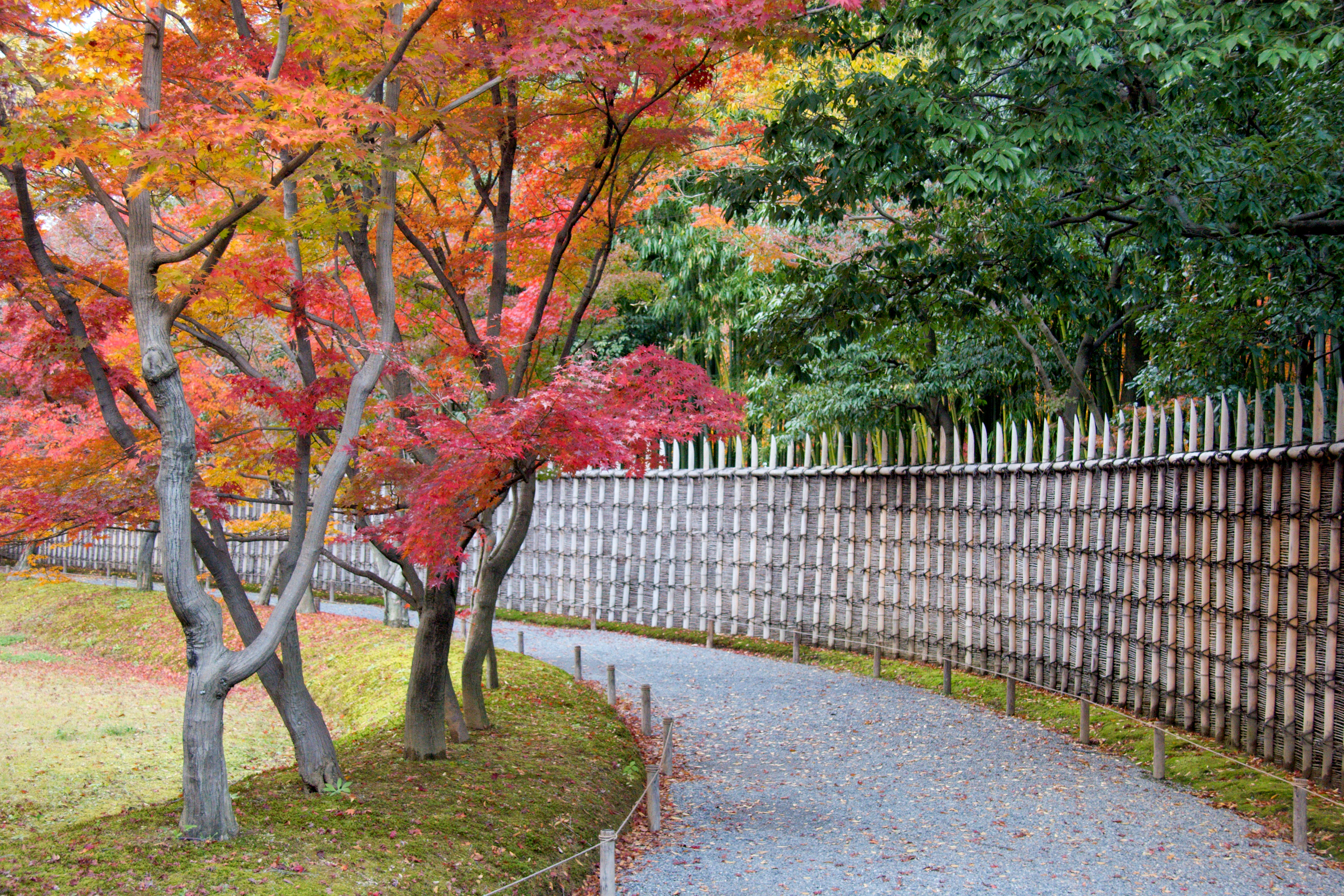
Cloture de bambous fin novembre.
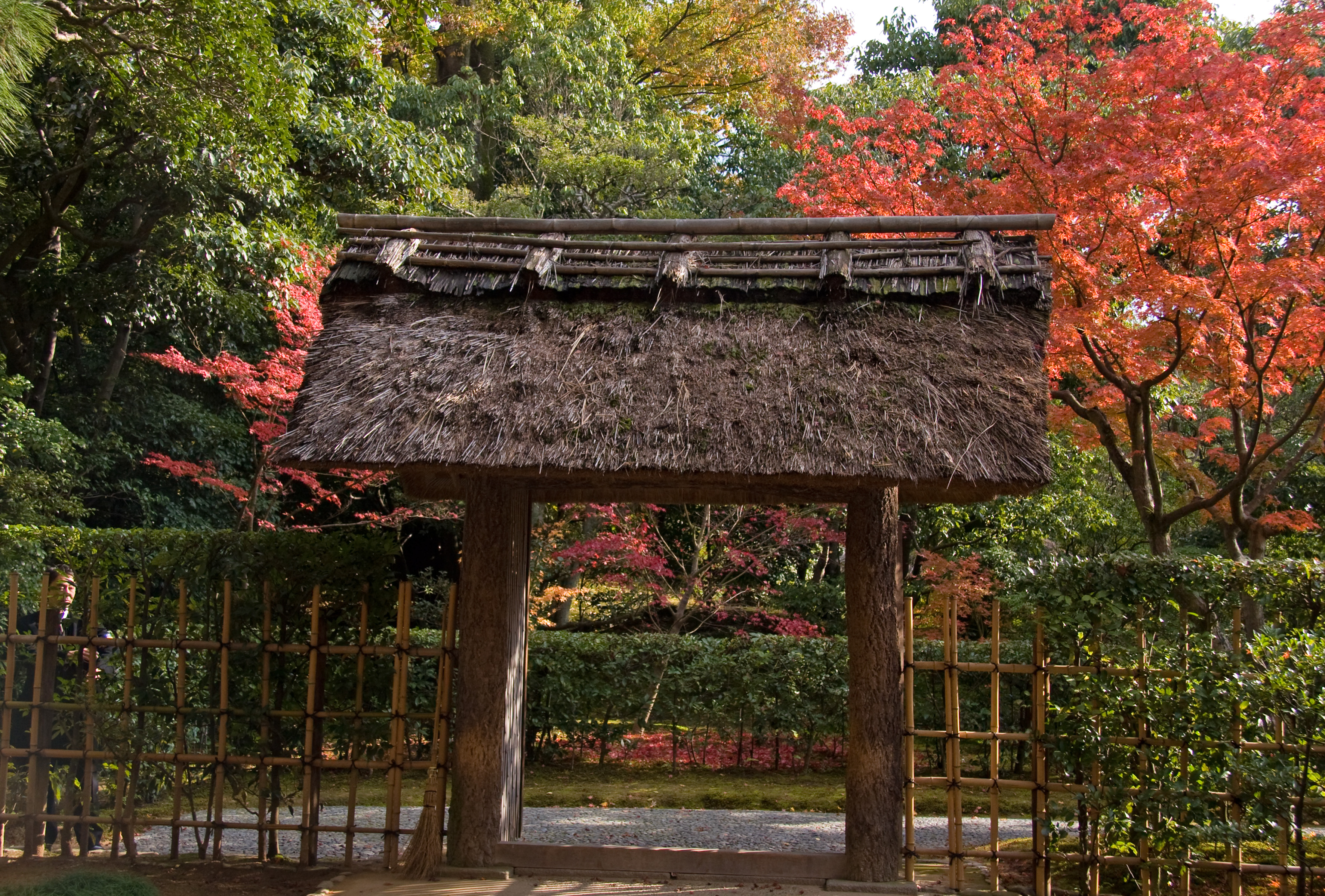
Le portail impérial.
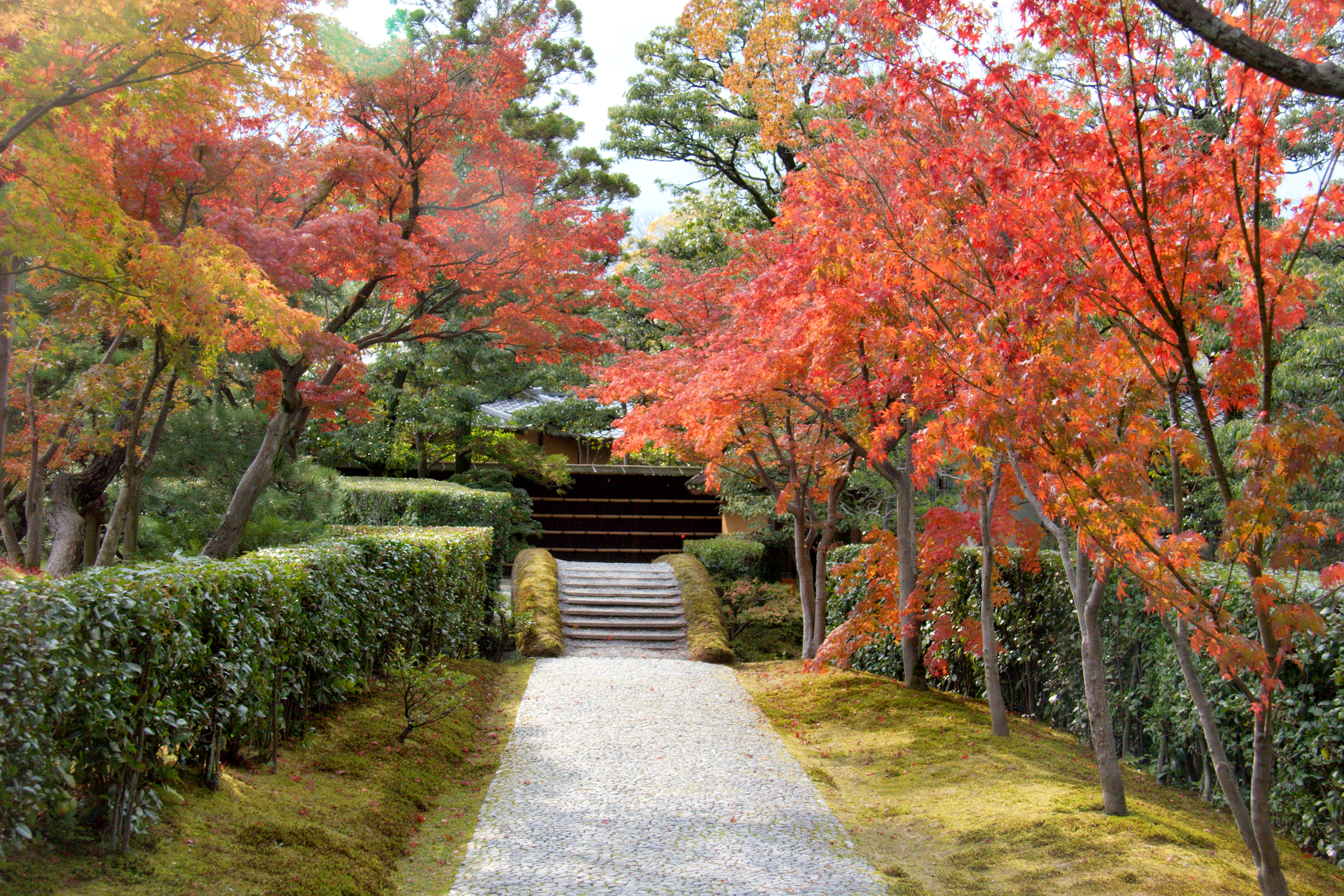
L'allée impériale.

En 2020, le jardin a de nouveau été élu par le magazine américain spécialisé Sukiya Living Magazine: The Journal of Japanese Gardening comme étant le deuxième plus beau jardin japonais existant derrière le jardin du musée d'art Adachi, et ce pour la 18e année consécutive,.

### Demeure

#### Ensemble

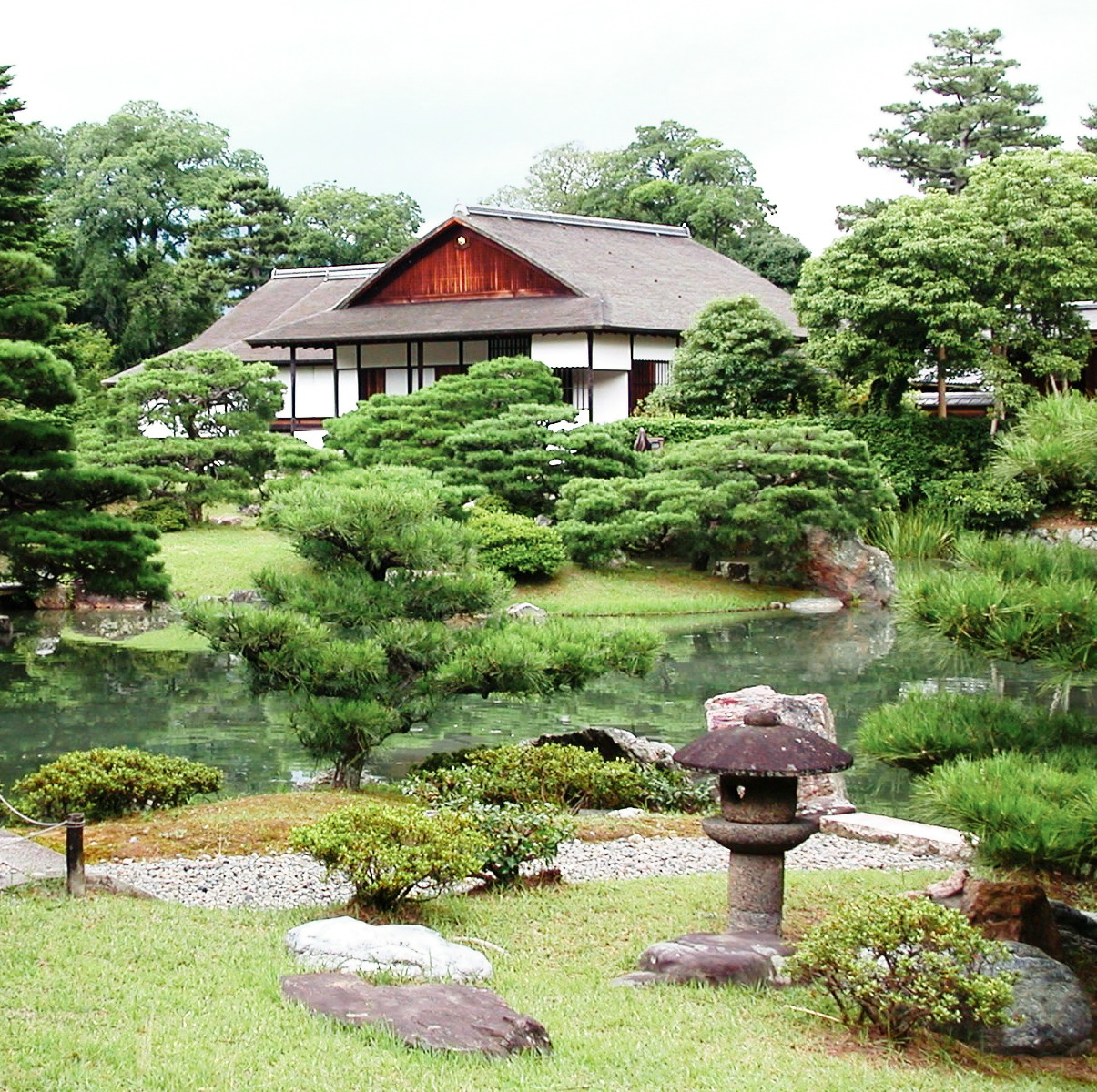
Façade principale de l'ancien shoin, côté terrasse de la Lune, exposition sud-est, en juillet. Îles centrales depuis le Shokintei.

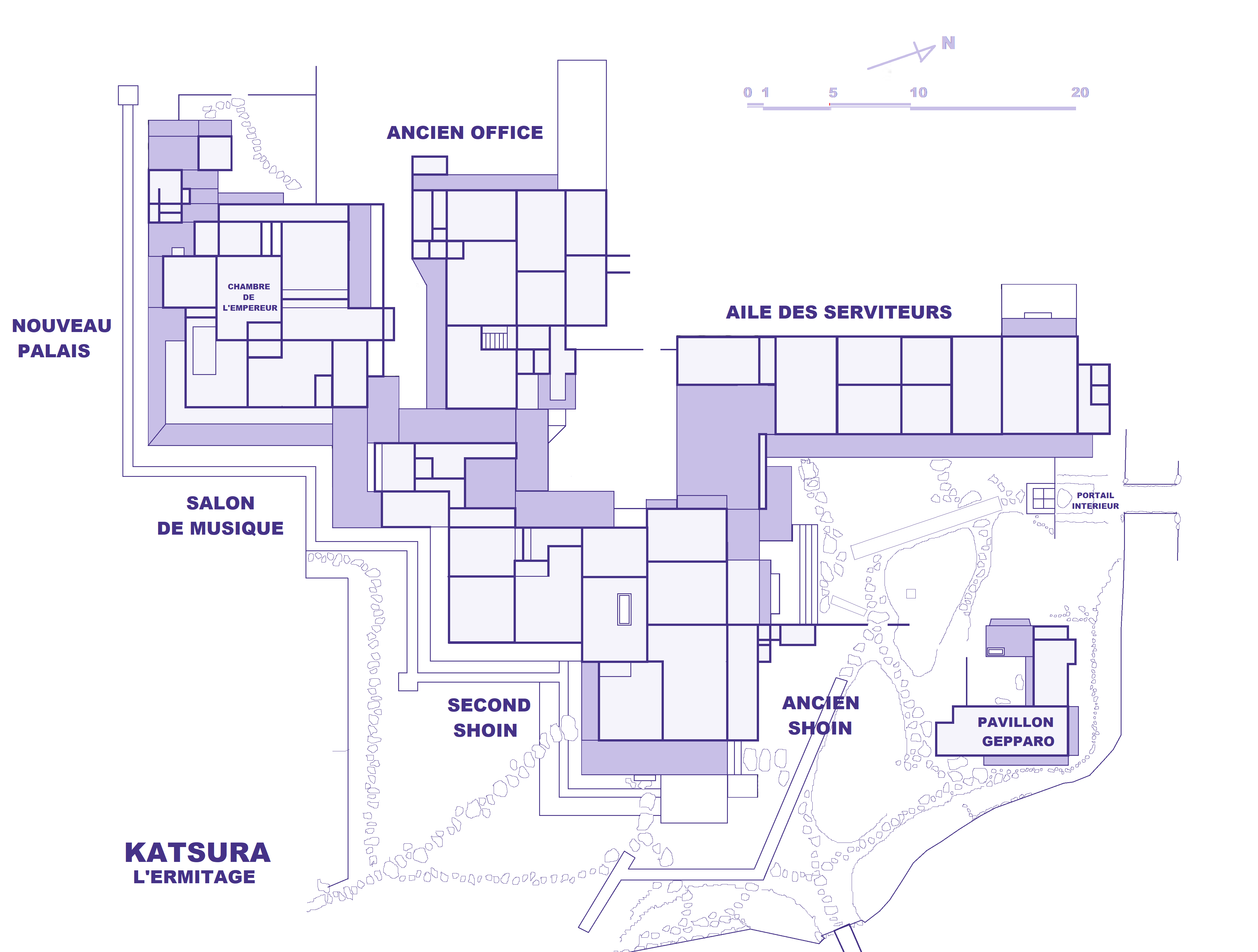
Plan de la demeure et du Gepparō.

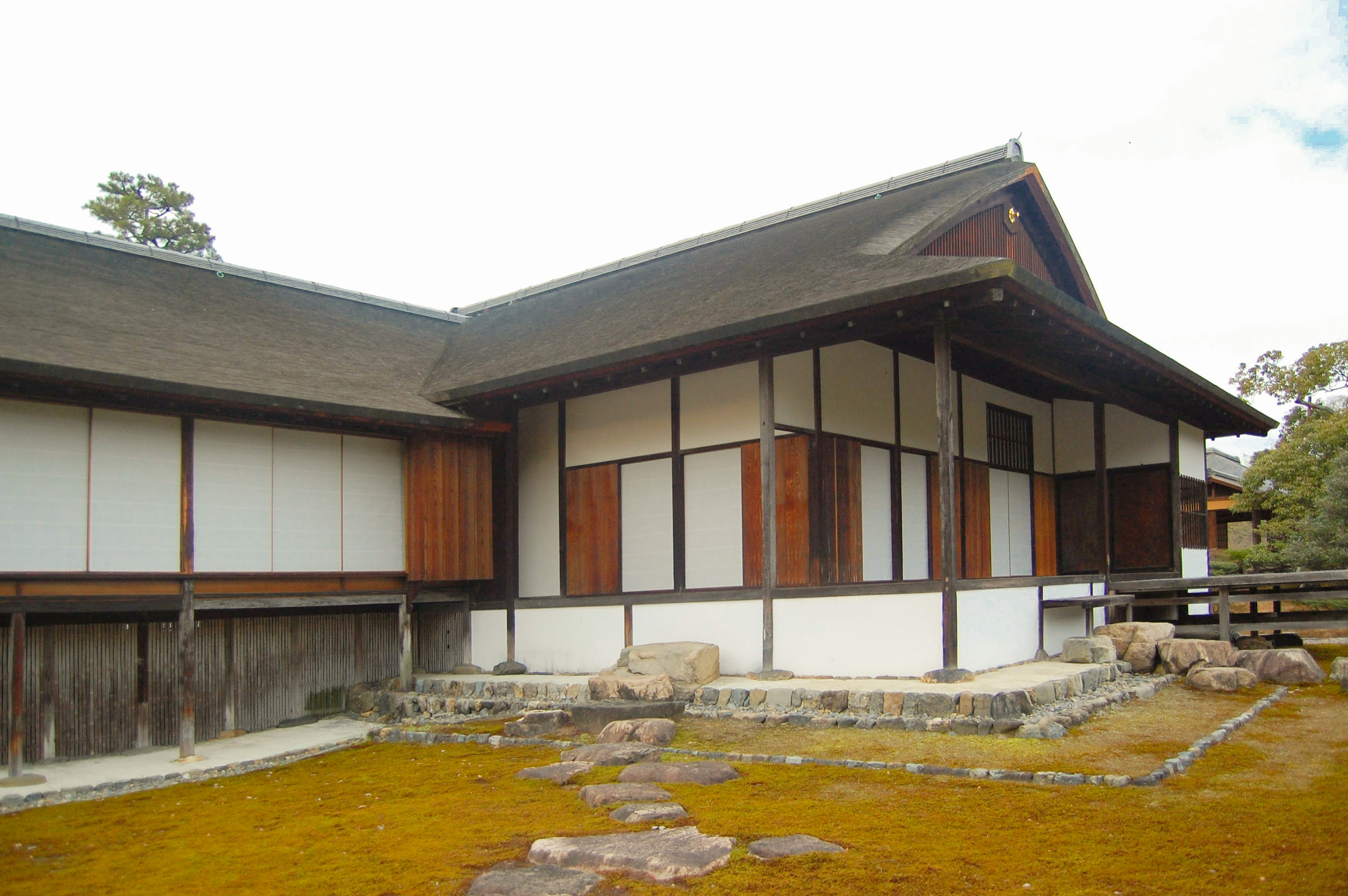
Ancien shoin et sa terrasse de la Lune (à droite) en janvier. Face à la coursive ouverte (au centre) et son prolongement intérieur, une véranda fermée qui distribue les antichambres. On accédait à la coursive et à la véranda par des chemins empierrés.

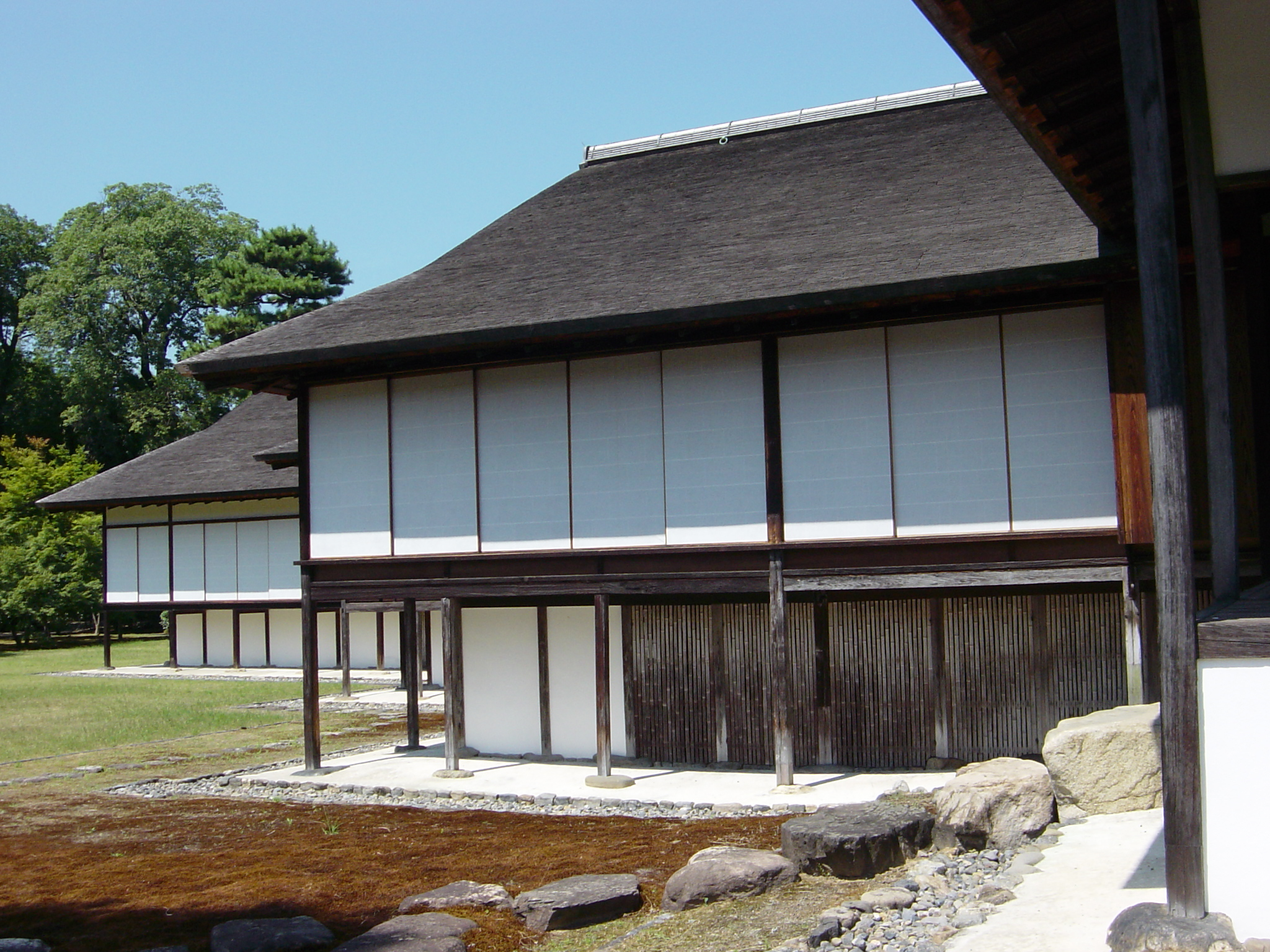
Le shoin intermédiaire et le nouveau shoin avec leurs galeries ouvertes sur l'intérieur, en surplomb sur le jardin.

L'ensemble de la demeure donne sur le grand jardin et sur l'étang, l'implantation des bâtiments sur une diagonale génère des décrochements offrant la possibilité de percer de grandes baies sur les façades est et sud.
L'organisation générale du plan qui intègre les trois phases de construction réserve l'orientation vers le sud-est, le jardin et l'étang pour les espaces de réception et les pièces plus nobles qui sont également éloignées de l'entrée des bâtiments. Les lieux privés et les annexes de fonctionnement sont orientés vers le nord-ouest. Les liaisons se font par des galeries ouvertes et des couloirs pour les pièces de service.

#### Trois corps de bâtiment
La demeure est constituée de trois corps de bâtiments qui illustrent l'évolution du style shoin de la fin du Moyen Âge en style sukiya-zukuri du début de la période Edo : une transition historique qui conduit au développement de l'architecture résidentielle moderne du Japon. L'ancien shoin, le deuxième shoin ou shoin intermédiaire, ainsi que le nouveau palais, ou nouveau shoin (shinshoin), sont chacun de style shoin-zukuri, avec des toits irimoya kokerabuki (柿葺). L'ancien shoin montre des éléments du style sukiya-zukuri dans des endroits tels que la véranda. Un endroit appelé « plate-forme pour admirer le jardin au clair de lune » dépasse encore plus le style de la véranda et montre l'intérêt principal du palais extérieur de Katsura.
L'ancien shoin (ko shoin) sert à la réception officielle des hôtes et ménage une vue extérieure sur le jardin qui, dans le cheminement des invités, était resté caché, sauf à la vision du pin Sumiyoshi de l'allée impériale. Sur la façade Est, une galerie extérieure est conçue pour contempler la lune. La première pièce, la salle majeure comporte un tokonoma. On accède au second shoin en traversant la salle du foyer.
Le shoin intermédiaire (shu shoin ou « second shoin ») est le quartier privé du maître des lieux et il s'en dégage une atmosphère plus calme et plus personnelle. Dans la première salle, un paysage de massifs montagneux sur fond blanc occupe toute la paroi du tokonoma. À droite de cette peinture, des étagères, survivances du style shoin classique, sont placées dans un cadre sukiya. La pièce principale du shoin intermédiaire ou troisième salle a un tokonoma flanqué d'un recoin à plafond surbaissé et de peintures représentant des oiseaux virevoltant parmi les bambous et les roseaux enneigés. Au sud-ouest du shoin intermédiaire, la salle de musique placée en avant-corps sert au rangement des instruments et sur sa façade sud s'ouvre une grande loggia donnant sur une vaste pelouse.
De la loggia de la salle de musique, on accède au nouveau shoin (shoin goten, ou nouveau palais) construit pour répondre aux besoins d'une visite impériale en 1658. Il comprend une salle de réception officielle avec un espace surélevé pour l'empereur, une antichambre, une chambre à coucher, un bain et un office. La décoration est plus luxueuse que les deux précédents et représente un exemple particulièrement précieux du style sukiya à son apogée. Le gradin impérial concentre sur trois tatamis tout un monde de créations artistiques et d'habileté manuelle. Un ensemble de placards et de bibliothèques, l'utilisation de bois de rose, d'ébène et de mûrier chinois forment une particularité du style subiya. Réalisés en bois précieux, les étagères et les cinq placards de la garde-robe présentent un dessin géométrique et sont décorés de peintures de Kanō Tan'yū, avec des paysages, personnages, oiseaux, orchidées, pruniers en fleurs, chrysanthèmes et pivoines.
Trois cloisons coulissantes (fusuma) du shoin intermédiaire ont été peintes à l'encre par des membres de l'école Kanō. Ce style de peinture est hérité de la peinture chinoise et les peintres japonais se le sont approprié pour les commandes venues des grands monastères zen à Kamakura et Kyoto à l'époque de Muromachi (1333-1573). Kanō Tan'yū aurait peint le fusuma (paroi coulissante) de la salle du paysage. Il l'aurait réalisé en 1641, et ses frères seraient intervenus dans le même temps, Naonubo ayant peint les Sept Sages de la forêt de bambous et Yasunobu, Les Oiseaux dans la neige.

#### Principe constructif
L'ensemble de la demeure est une construction de charpente recevant des éléments de remplissage non porteurs. Le module de base est le tatami. Sur un terrain préparé, des poteaux sont posés sur des pierres de fondation. À la villa de Katsura, on a utilisé des « pierres [aux formes] naturelles » d'environ 40 à 50 cm de diamètre et de profondeur.
Les bâtiments des nobles étant bâtis sur pilotis permettant une meilleure adaptation au sol et d'éviter les crues de la rivière Katsura, la poutre sablière du niveau habité est entre 1 et 2 m au-dessus du sol. Des murs pleins isolent le soubassement au niveau du jardin. Ces « murs » sont plus exactement des « pants-de-bois hourdés de torchis ». Pour ce genre de remplissage, le torchis est constitué d'un mélange de terre et de paille et appliqué sur une structure de bambous avec un enduit de finition teinté par des oxydes de fer ou recouvert d'un papier peint tendu.
Sur une structure de bois classique est posée une petite charpente cachée par les plafonds puis après une cérémonie, les charpentiers posent les pannes et les chevrons. Une couverture de bardeaux en planchettes de bois est posée sur un lattis. Les bandes d'égouts et de faîtage sont renforcées par une dizaine d'épaisseur de ces planchettes, ce qui leur donne l'impression d'avoir une forte épaisseur.
Les plafonds, faits de minces et légères planches de bois, sont posées sur des solives apparentes, sauf dans l'espace de réception de l'empereur qui a un plafond à caissons laqués.
Les pièces de prestige et les coursives ont des portes constituées d'une seule planche dont le bois est choisi pour sa beauté. Les locaux de service sont clos par des portes de plusieurs planches. Les cloisons coulissantes translucides (shōji) ont un cadre et un lattis recouvert de papier de riz blanc qui laisse passer la lumière et, dans les pièces d'habitation, les cloisons opaques sont constituées d'un cadre avec lattis recouvert de plusieurs épaisseurs de papier dont le dernier est peint. Les ferrures sont en bronze.
Une succession de galeries ouvertes en surplomb sur le jardin relie entre eux les trois pavillons et sert dans le même temps d’interface entre l’espace intérieur des pièces nobles et l’espace extérieur du jardin. Ces galeries ou coursives sont percées de larges ouvertures qui en rythment la longueur. Les coursives sont occultées par des cloisons extérieures recouvertes de papier qui laissent passer la lumière du jour ; certaines étant coulissantes constituent les ouvertures. Les photographies dans l'ouvrage de Bruno Taut nous montrent les cloisons extérieures coulissantes ouvertes ; elles sont munies de barres d'appui.

#### Essences des bois ettraitement des bois
Le bois utilisé pour l'ancien shoin est le pin, tandis que pour le shoin intermédiaire et le nouveau shoin, le pin est réservé aux parties cachées tandis qu'un bois plus coûteux, le cryptomère (cèdre du Japon) est utilisé pour les parties visibles. Dans tous les shoin, le bardage d’habillage est fait de longues et fines planches de Chamaecyparis pisifera (cyprès porte-bois), de 4 à 5 mm d’épaisseur, placées sous les bardeaux de toiture aussi réalisés dans ce bois.
Les poteaux du shoin intermédiaire, de type mengawa-ki (à peau visible), utilisent, pour des raisons esthétiques, des troncs partiellement équarris. Ce choix esthétique, hérité de l'architecture du thé, rend les pièces plus fragiles que si elles avaient été extraites du seul duramen, elles ont donc tendance à fendre. Pour cette raison, les bois sont fendus avant d'être mis en place sur une face et la fente est maintenue ouverte par des coins de bois. « Lors de l’assemblage de la charpente, le côté fendu du poteau constitue la face invisible, celle qui se situe en contact avec le torchis de la cloison. »
L'ensemble des bois de charpente a été traité avec une teinte à base d'huile d'egoma (荏胡麻), Perilla fructescens var. frutescens. « La base huileuse et noirâtre est mélangée selon les cas avec un colorant rouge, comme le benigara (紅柄, ocre rouge obtenu à partir de l’hématite), ou jaune, comme l’ōdo (黄土, ocre jaune obtenu à partir de la goethite). Cette teinte de base est appliquée systématiquement et pour tous les bois, même lorsqu’on utilise des essences rares, car elle protège des insectes et des moisissures, elle unifie les teintes des veines du bois et rehausse les couleurs naturelles. »

### Gepparō, petit pavillon de thé
La demeure, le Gepparō et les îles médianes forment le noyau du complexe maison-jardin avec un savant contraste entre l'allure neuve du Gepparō en style sukiiya et l'apparence un peu désuète de l'ancien shoin en style shoin. Ce pavillon de thé, entouré de mélèzes et de pruniers, est peu visible, mais la relation visuelle avec le vieux shoin montre la volonté de lier les deux bâtiments.
Le Gepparō est un petit pavillon de thé sans prétention avec un corps principal et, en façade sud, un petit avant-corps recouvert d'écorce de cyprès. Il est surélevé d'environ un mètre pour mieux admirer la réflexion de la lune dans l'étang. La charpente du toit est apparente et décorative grâce à l'emploi d'éléments naturels.

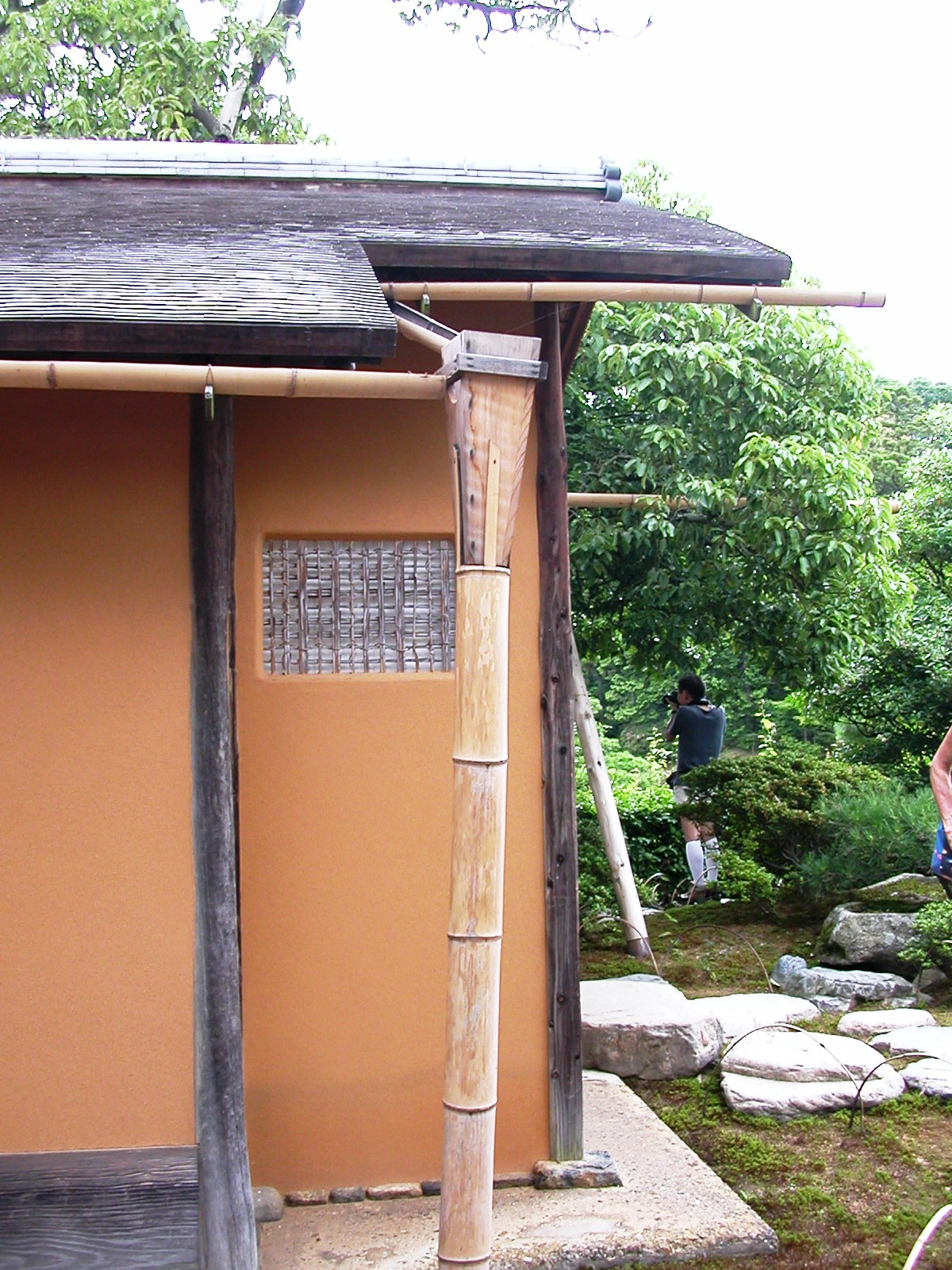
Geparrō. Gouttière, tuyau de descente, couverture de bardeaux[19].
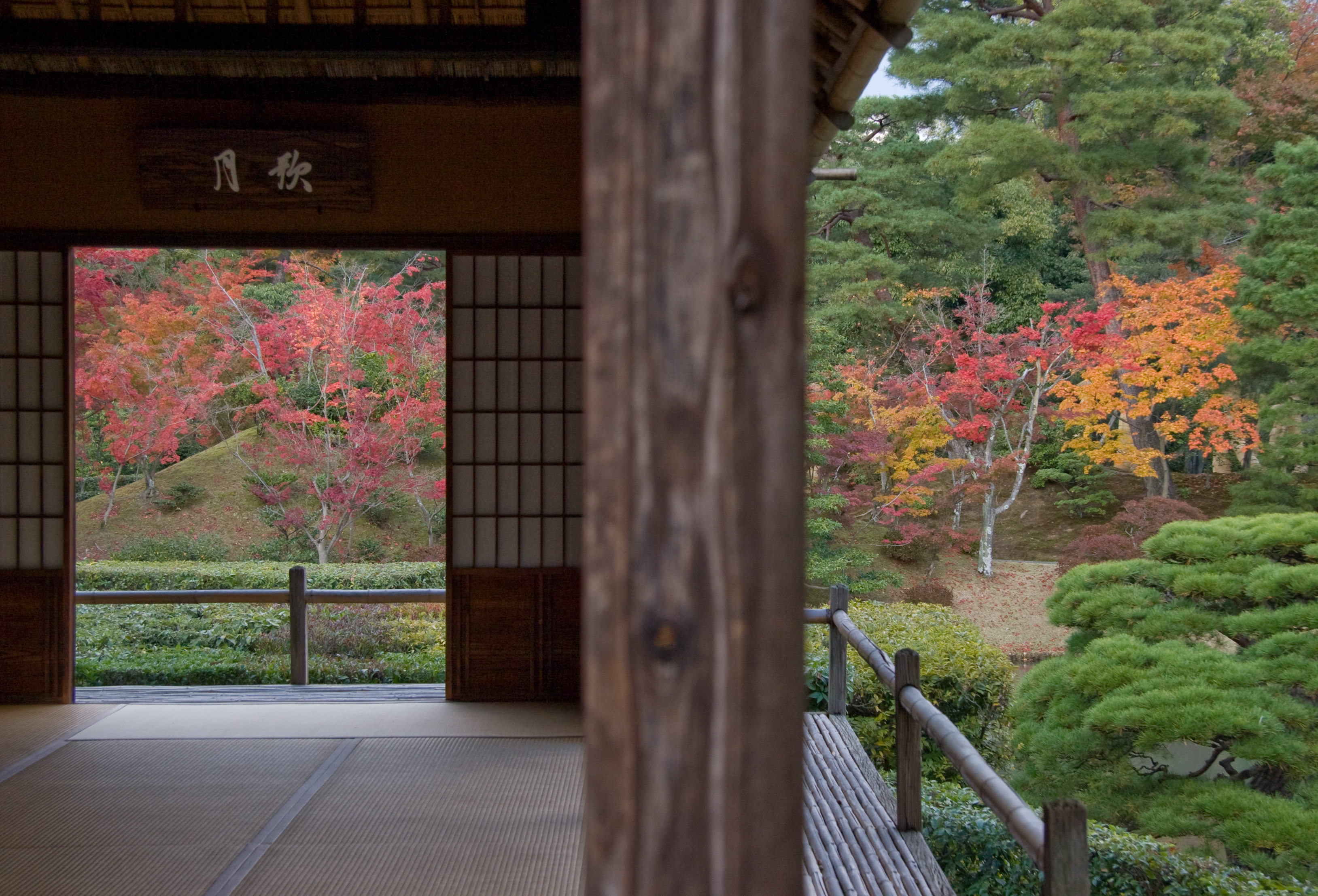
Shōkintei. Véranda en bambou et poteau rustique. Colline aux érables.
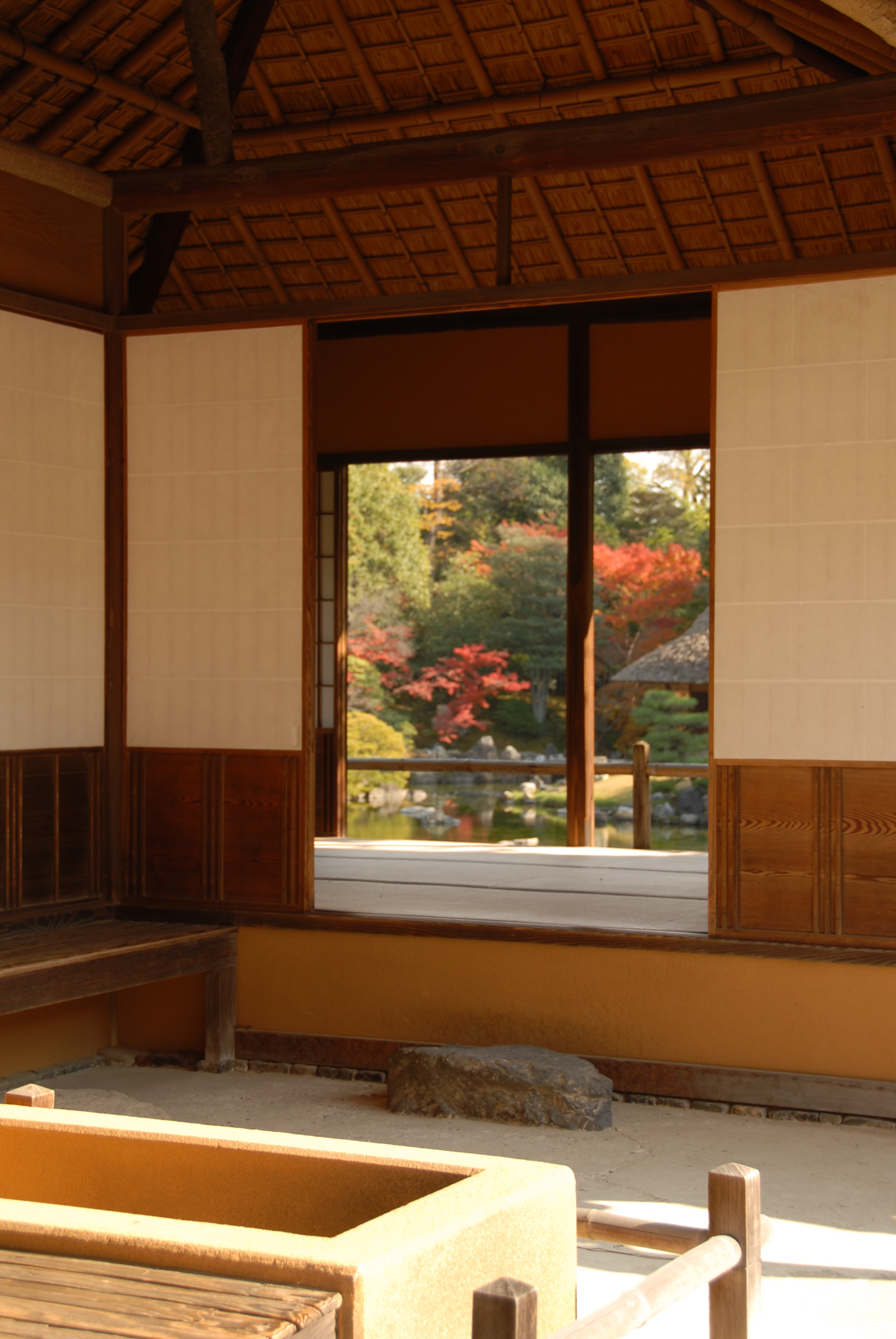
Shōkintei. Élévation depuis l'office.
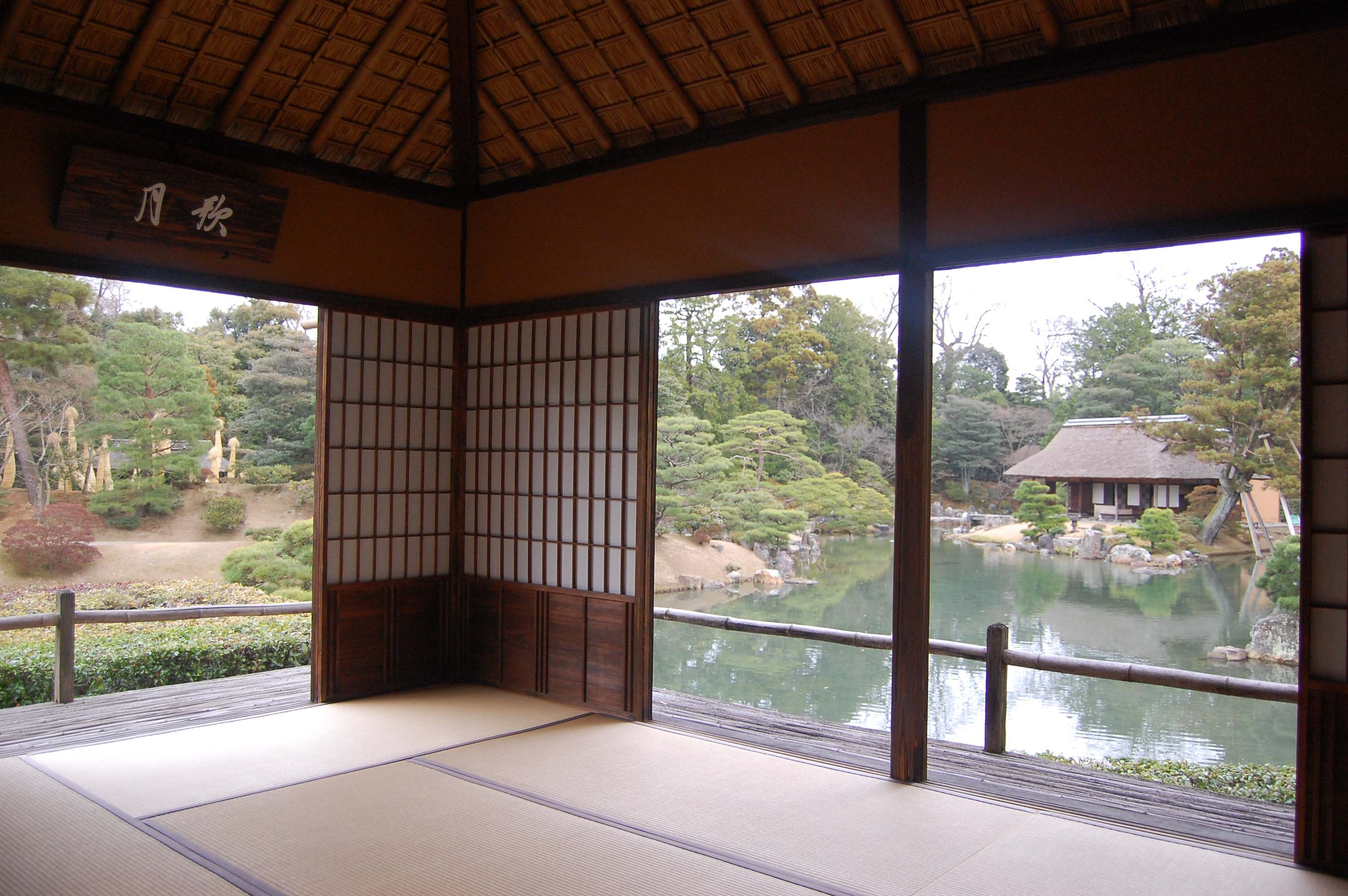
Shōkintei Le lac et le Shōkintei depuis le Gepparō.
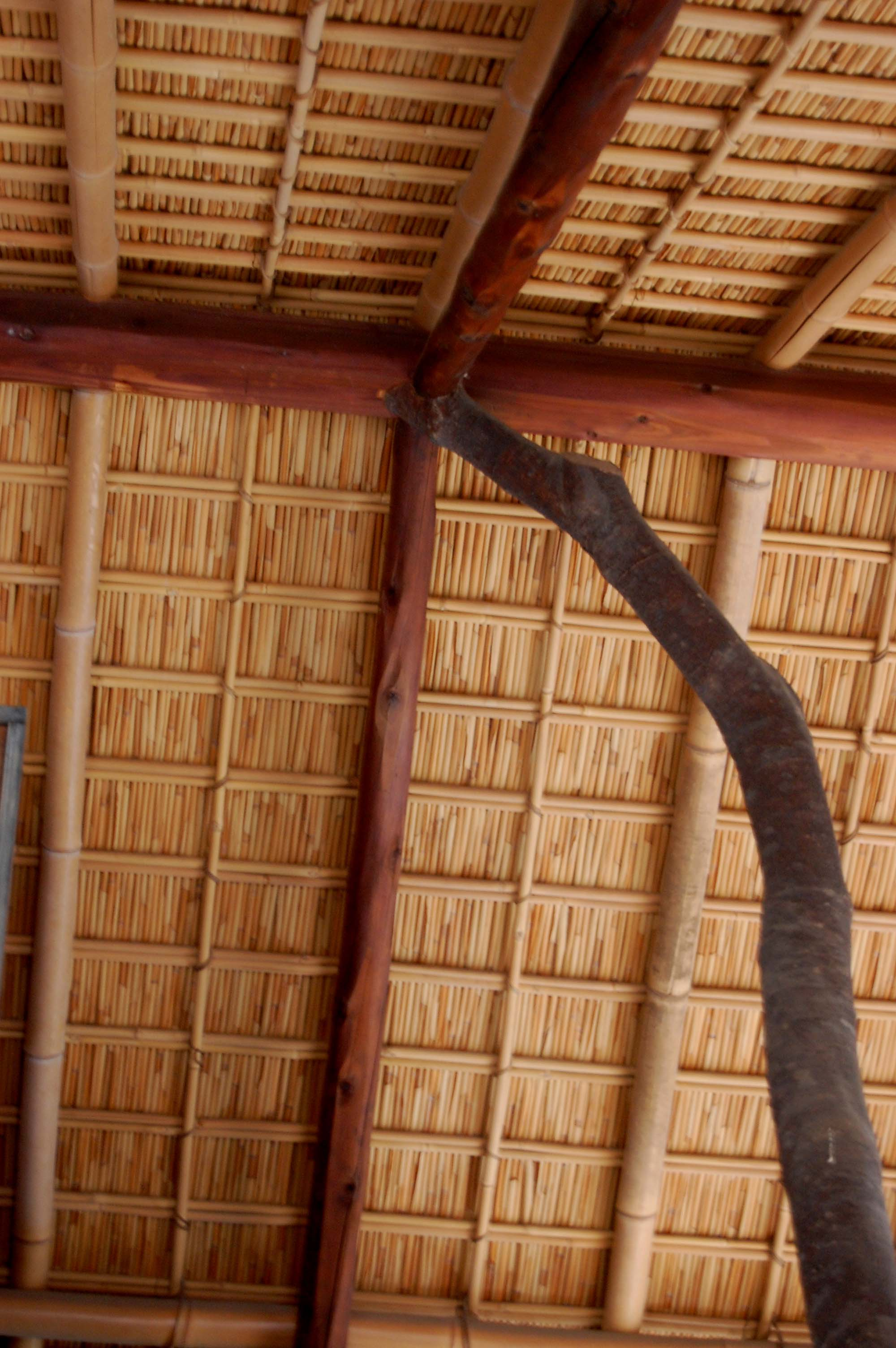
Shōkintei. Charpente.

### Shōkintei, pavillon de thé

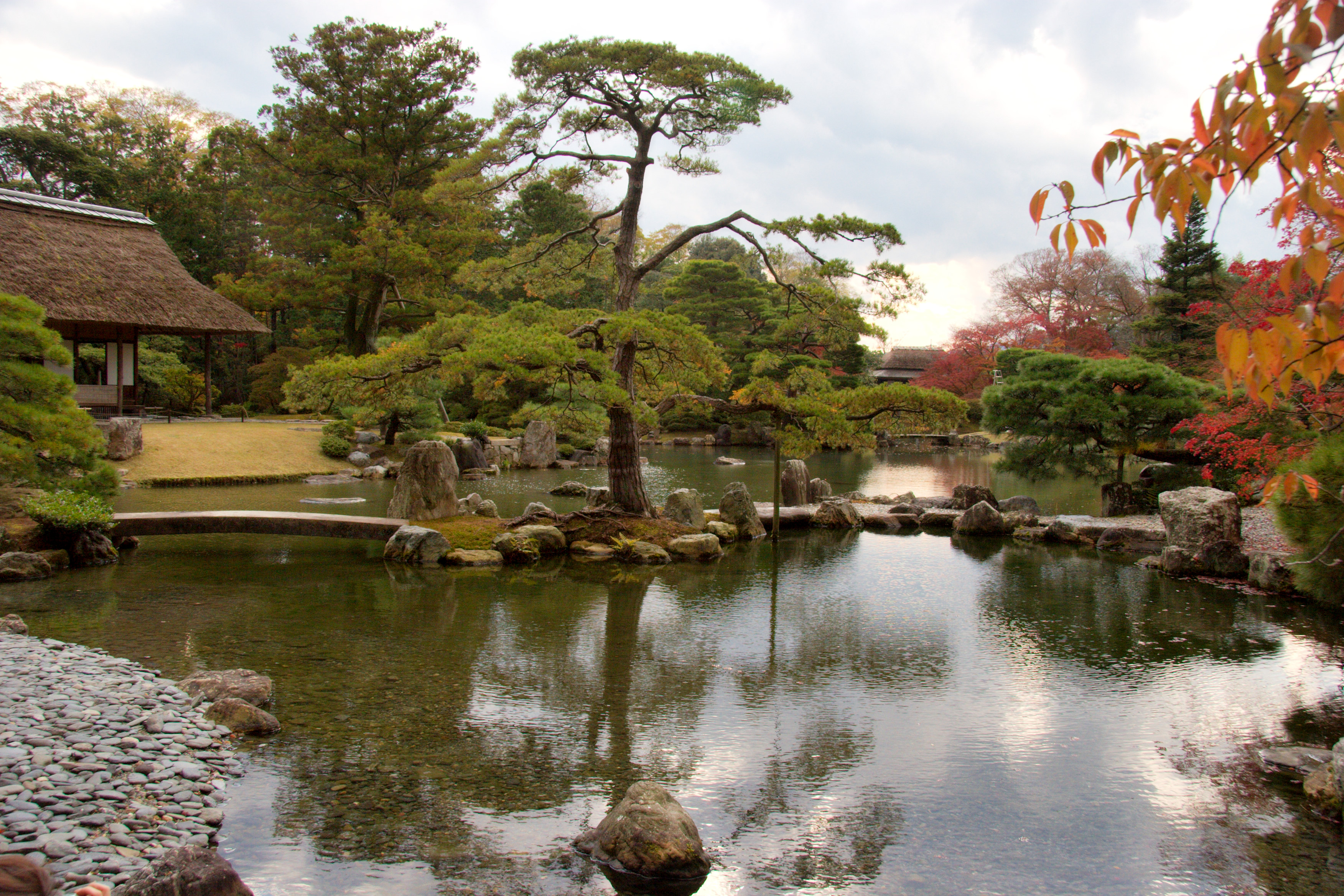
Toit de chaume du Shōkintei et (la reproduction de) l'Amanohashidate.

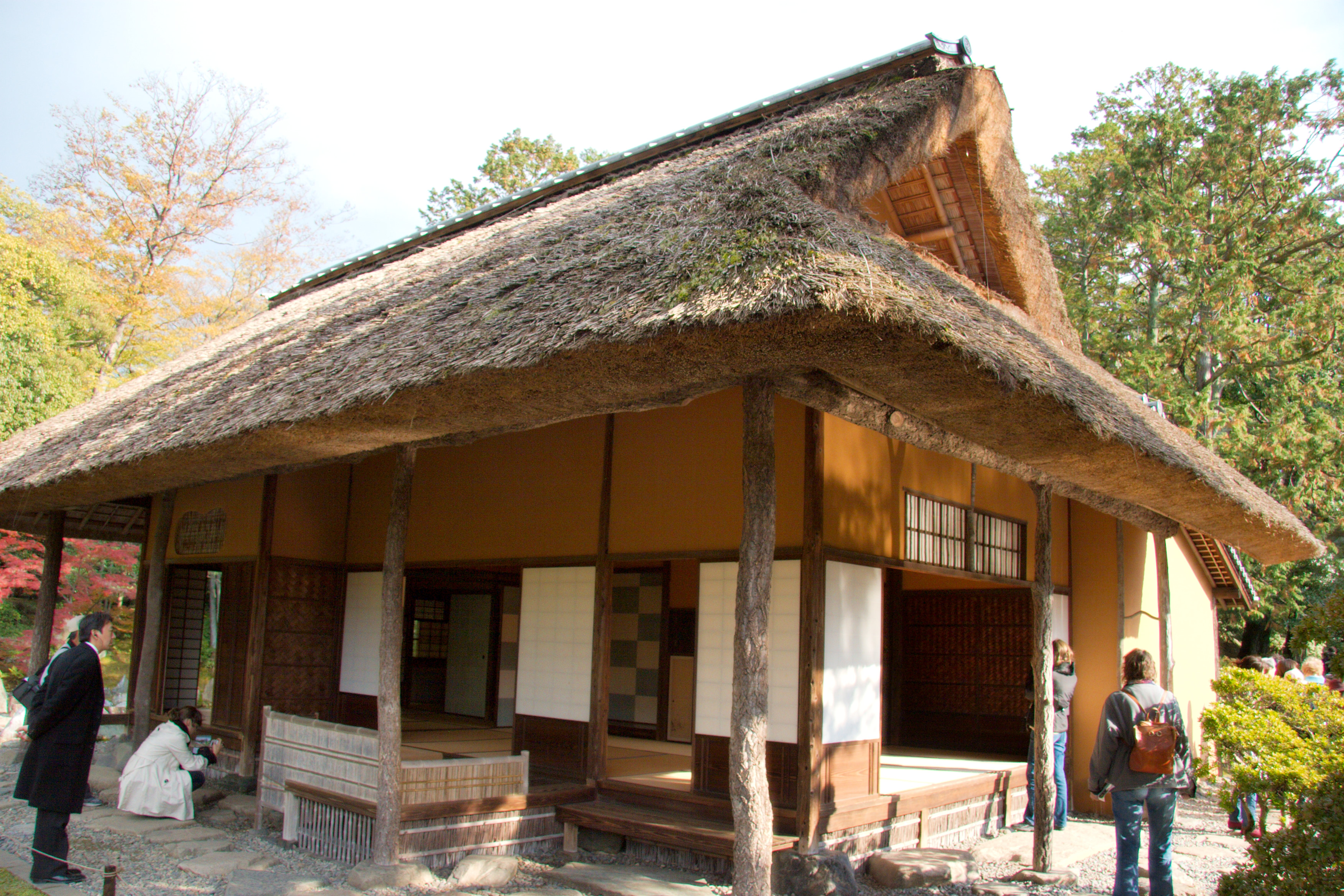
Shōkintei et aperçu sur le tokonoma et les fusuma au célèbre papier peint à motif en damier blanc et bleu.

L'ensemble du jardin de Katsura, du type « en circuit », se fait à pied avec l'étang sur la droite du visiteur ou en barque. Pour rejoindre le pavillon de thé Shōkintei, le jardin n'est qu'une suite de points de vue inattendus. On emprunte l'Avenue impériale et l'Allée cavalière des érables puis un chemin pavé de petites pierres plates qui, aux abords de l'abri extérieur, disparaissent au profit de grandes pierres de passage. Des ruptures mènent à une lanterne de pierre (tōrō), une grève rocheuse puis au pont monolithe du pavillon de thé Shōkintei.
Le Shōkintei et la demeure sont situés de chaque côté de l'étang et offrent un contraste saisissant. Le soleil éclaire la demeure située sur une hauteur alors que le Shōkintei, édifié dans une dépression, est souvent dans l'ombre. Si la demeure est ouverte et accueillante, le Shōkintei semble replié sur lui-même, comme une ferme close. Il ressemble à un pavillon de thé ordinaire avec son toit en demi-croupe et sa couverture en chaume mais l'ajout d'une chambre de thé et d'une cuisine couverte en tuile lui donne un air étrange et fantastique. La taille réduite de l'accès à la chambre oblige les hôtes à entrer en se pliant. C'est une pièce de 3 tatamis avec le tokonoma et le foyer couvert de planches laquées. Sous l'avant-toit de chaume, la vue du damier bleu et blanc des portes coulissantes et du tokonoma surprennent par leur modernité. Ce décor, en damier sur papier teinté, date du XVIIIe siècle. Ce motif correspond au costume d'un acteur de kabuki, Sanogawa Ichimatsu (1722-1762).
Le Shōkintei était réservé aux concours de composition poétique et à la contemplation de la pleine lune. Chaque pavillon avait un caractère saisonnier : Sanjotei pour le printemps, Chikurintei, l'été, et Shōkintei, l'hiver. Quand le Shōkintei sert aux réunions nocturnes, les hôtes s'asseyent en fin de journée sous la couverture en chaume pour contempler la Face de la Nuit. L'exposition et la densité de la végétation créent une obscurité précoce et il y a dans la vision de l'Amanohashidate sous la lumière de la lune un aspect surréel. Cette reproduction d'un des trois plus beaux sites du Japon est un long banc de sable étiré à travers la baie de Miyatsu dans la région de Tango au nord de la préfecture de Kiōto. À Katsura, les deux promontoires qui encadrent le banc de sable lui-même sont figurés par deux îlots minuscules et le banc de sable lui-même par une longue dalle un peu cambrée.

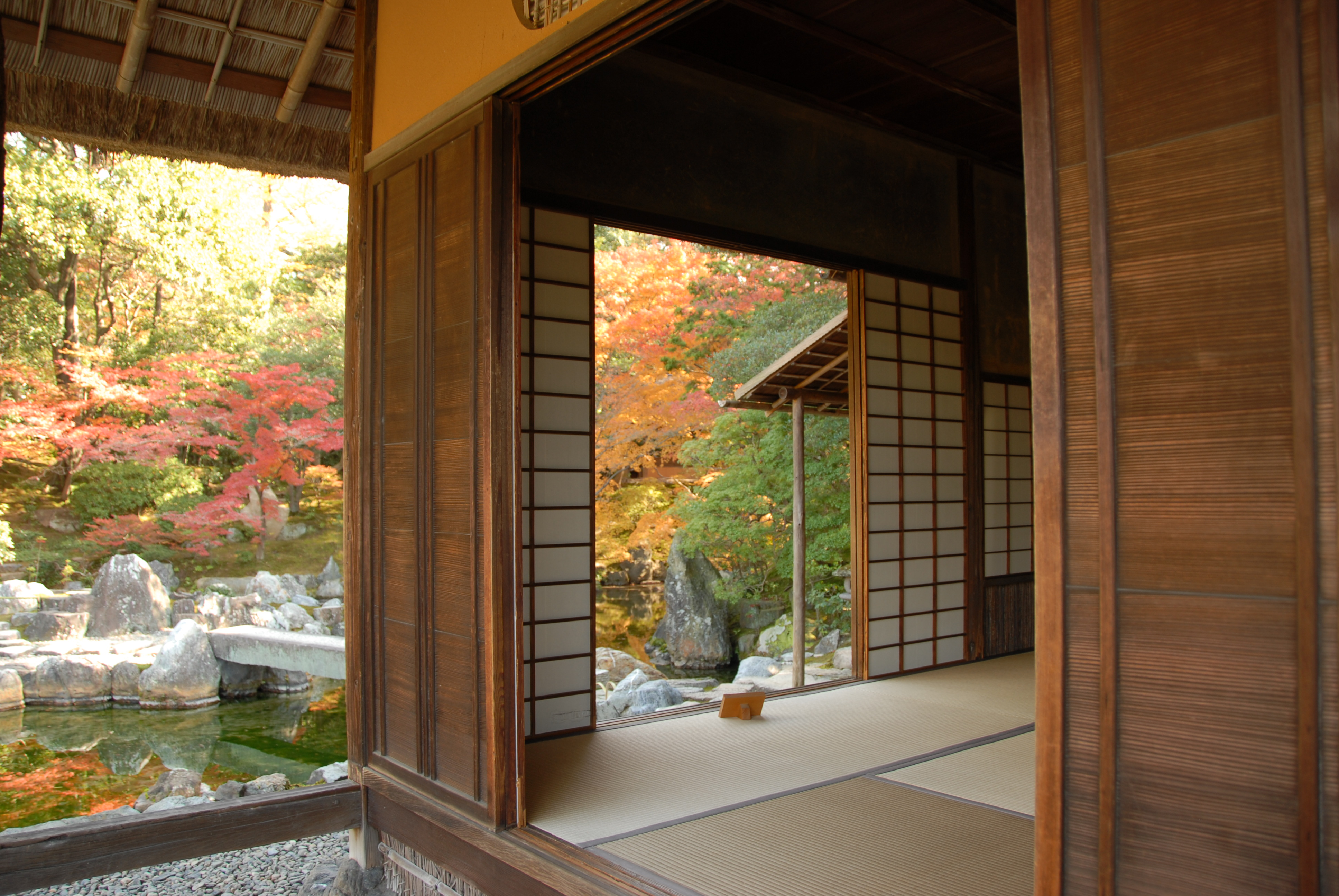
La transparence vers le pont monolithe (fin novembre).
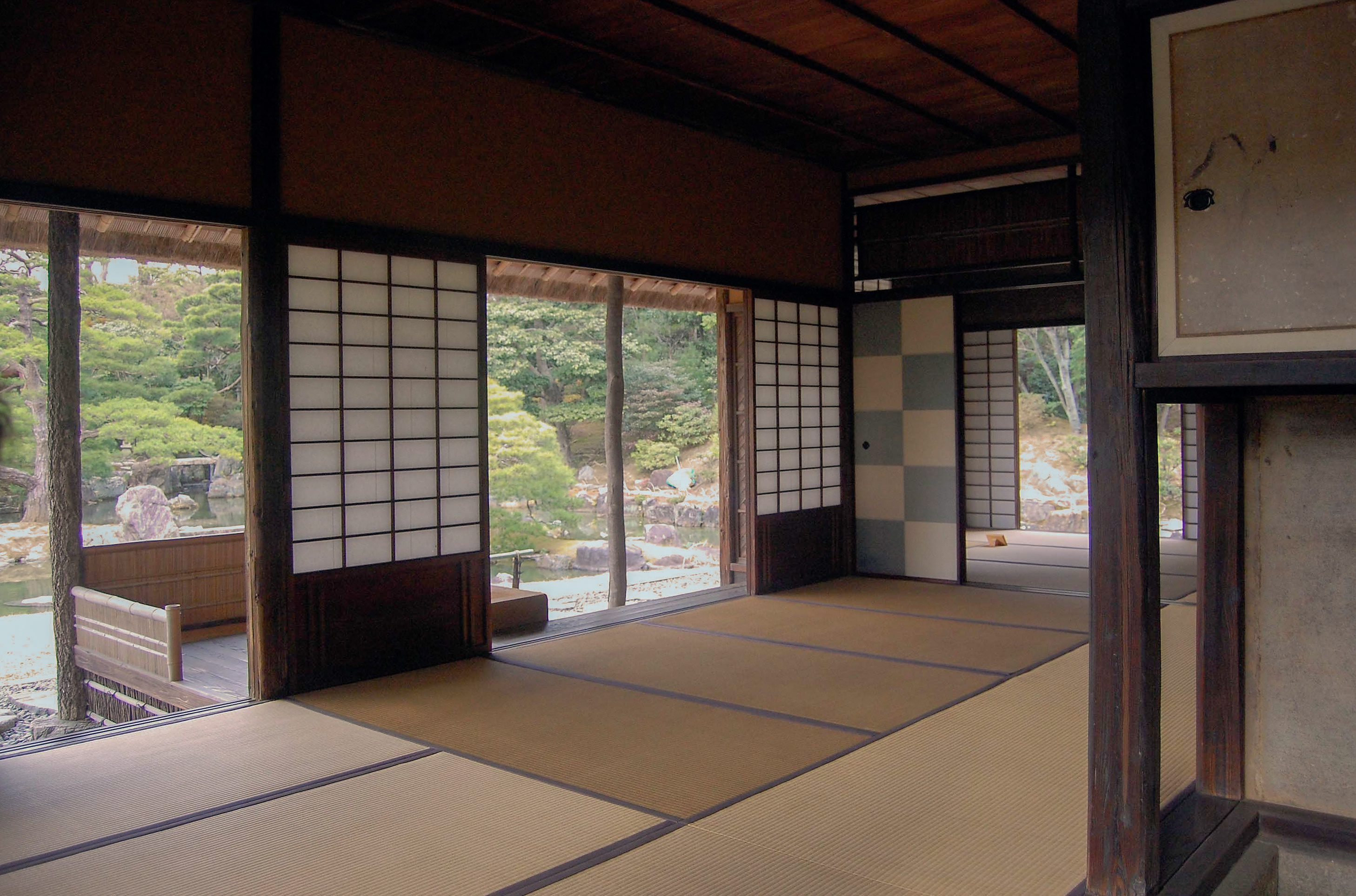
Grande salle, pour le repas, cuisine extérieure ; arrière-plan : petite salle pour le thé. Poteaux peu équarris[22].
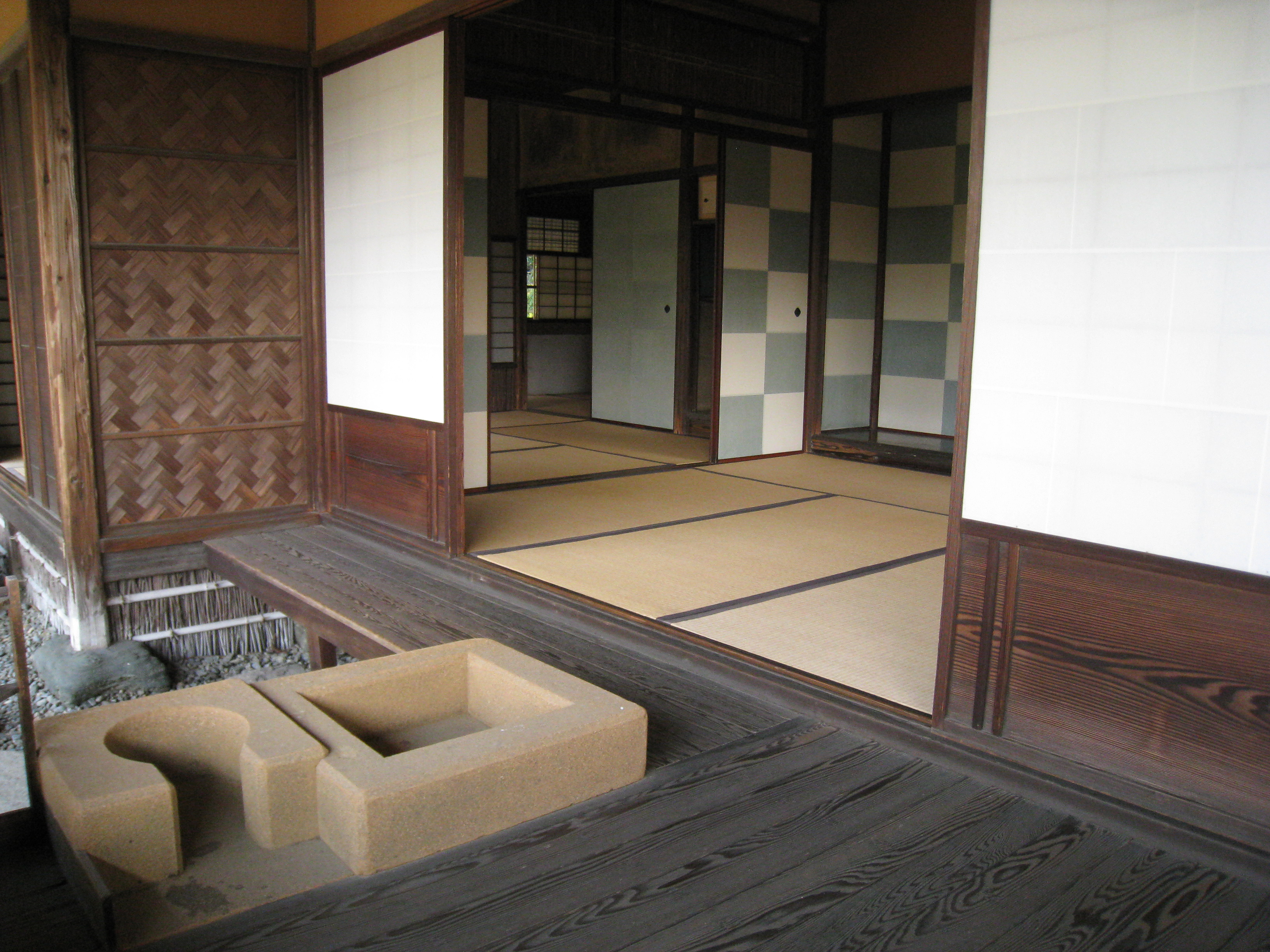
L'office-cuisine en plein air avec le fourneau en terre.
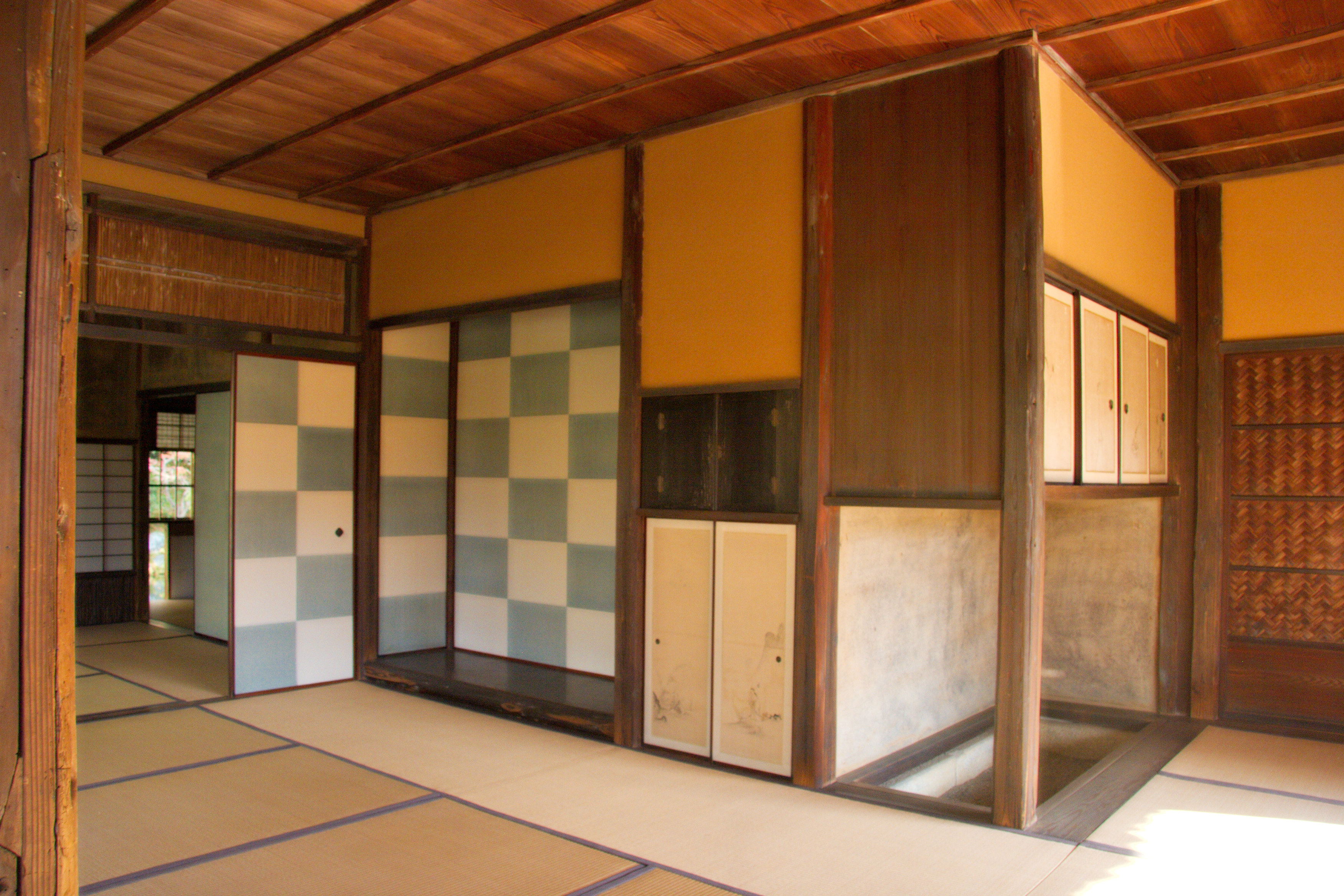
Damiers bleus des cloisons coulissantes fusuma et de l'alcôve tokonoma (peintures).

### Shōkatei, Onrindō et Shōiken
Depuis le Shōkintei, la promenade se poursuit à travers les ombrages de la vallée des Lucioles au tertre servant d'assise au Shōkatei qui ressemble à une petite échoppe de thé en montagne. Il est situé sur une petite dénivellation d'environ 5 m de hauteur, dont l'ascension se fait sur une série de pierres de passage donnant la sensation de gravir un sentier de montagne. Au sommet, la perspective s'ouvre pour la première fois sur l'ensemble de la composition du jardin et de la demeure.
Un peu après le Shōkatei, l'hôte arrive dans la partie la plus à l'est du jardin et une rupture est sensible entre la succession rapide de points de vue et cette zone de détente et de calme visuel. Cette partie du jardin est organisée autour de l'île nommée « Oyaha » reliée par trois ponts arqués recouverts de terre.
Le pont du nord mène au mausolée Orindō, un sanctuaire familial avec les cénotaphes de la famille Hachijō. La présence de ce petit sanctuaire semble signifier que Katsura était la demeure spirituelle de la famille. Ce bâtiment ne reprend pas l'architecture sukiya des autres constructions du jardin mais applique les principes de l'architecture bouddhique avec ses éléments chinois.
Le pont du sud conduit le visiteur vers le pavillon Shōiken qui servait de pavillon d'étude au prince Noritada. L'esprit de ce lieu peut être une transition entre le jardin conçu pour l'évasion et le monde du réel. Cet espace est très ouvert et gai, adapté aux activités intellectuelles du prince et favorable à la réflexion et au rêve.

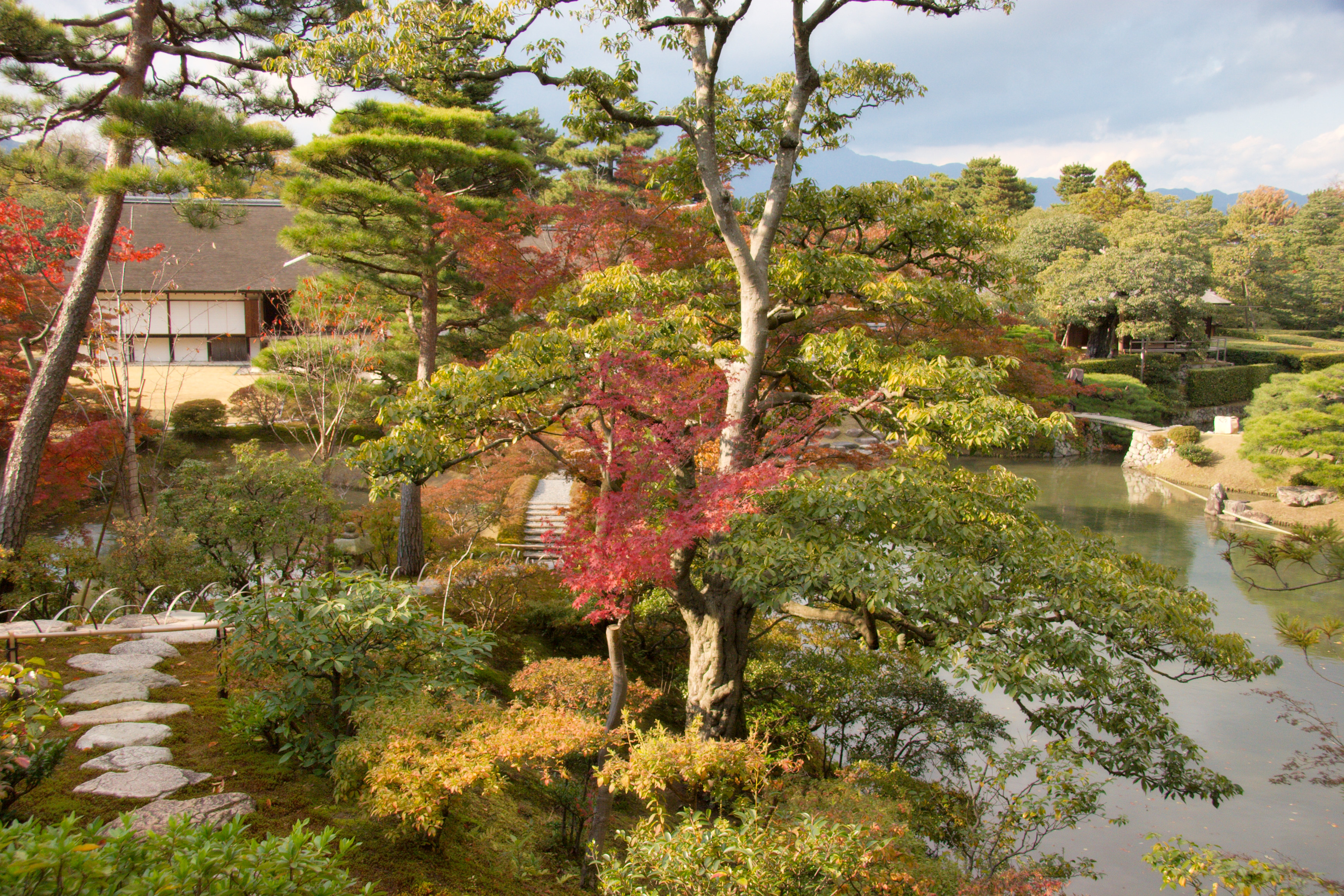
Vue sur la demeure et l'étang depuis le Shōkatei.
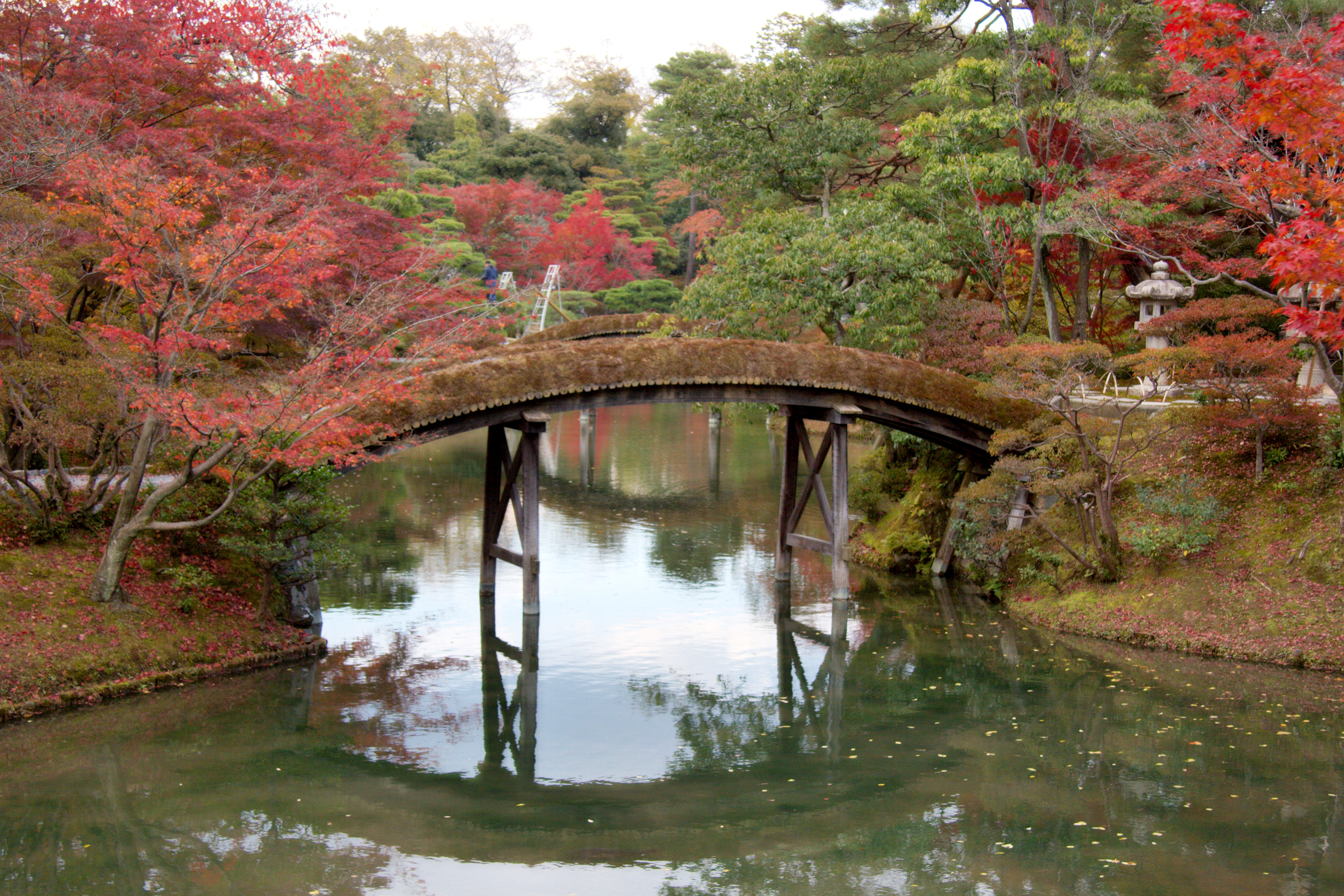
Le pont arqué du mausolée Onrindō vu depuis le Shōiken.
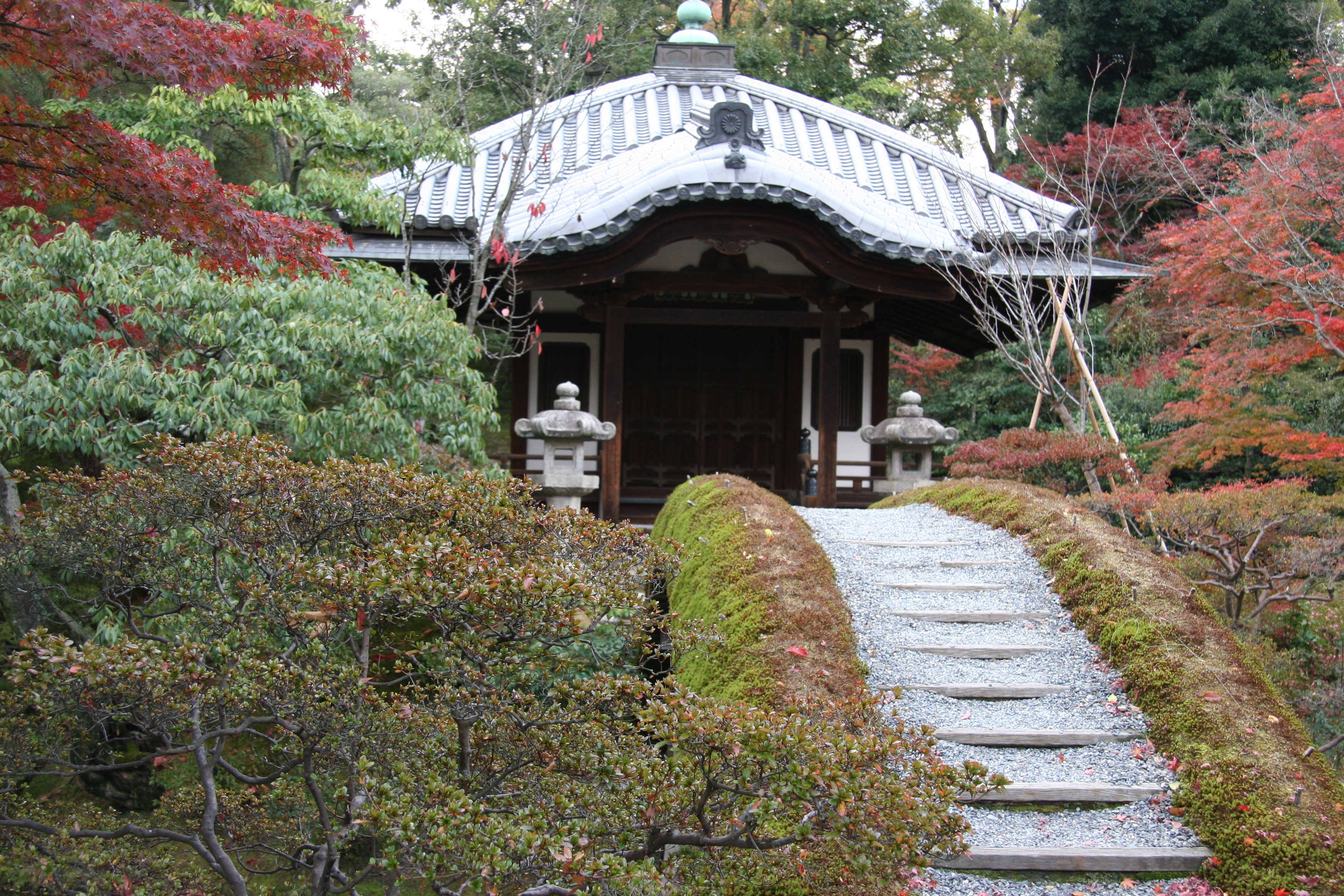
Le mausolée Onrindō.
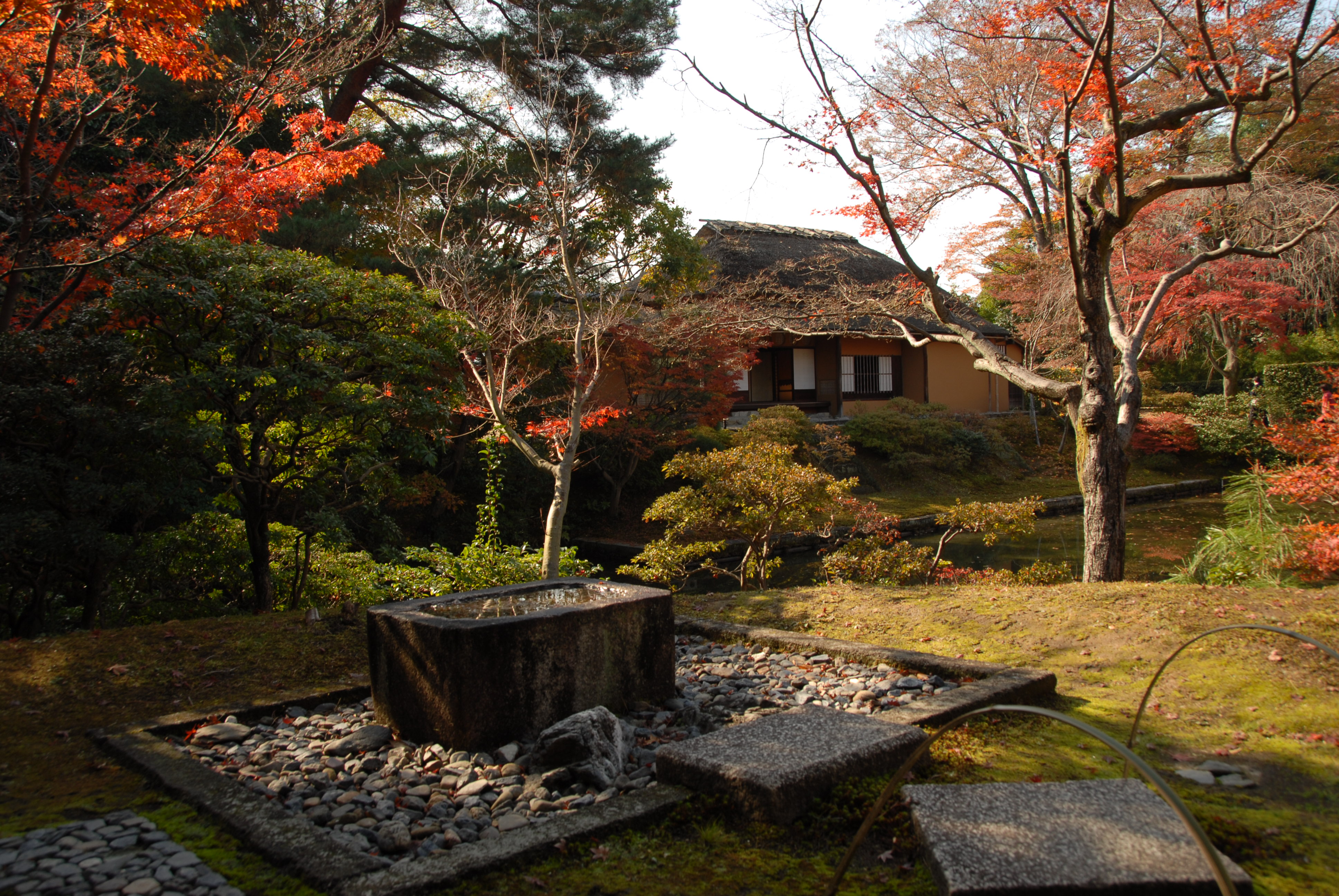
Le Shōiken et l'embarcadère aux pruniers.

### Face sud-est et sortie

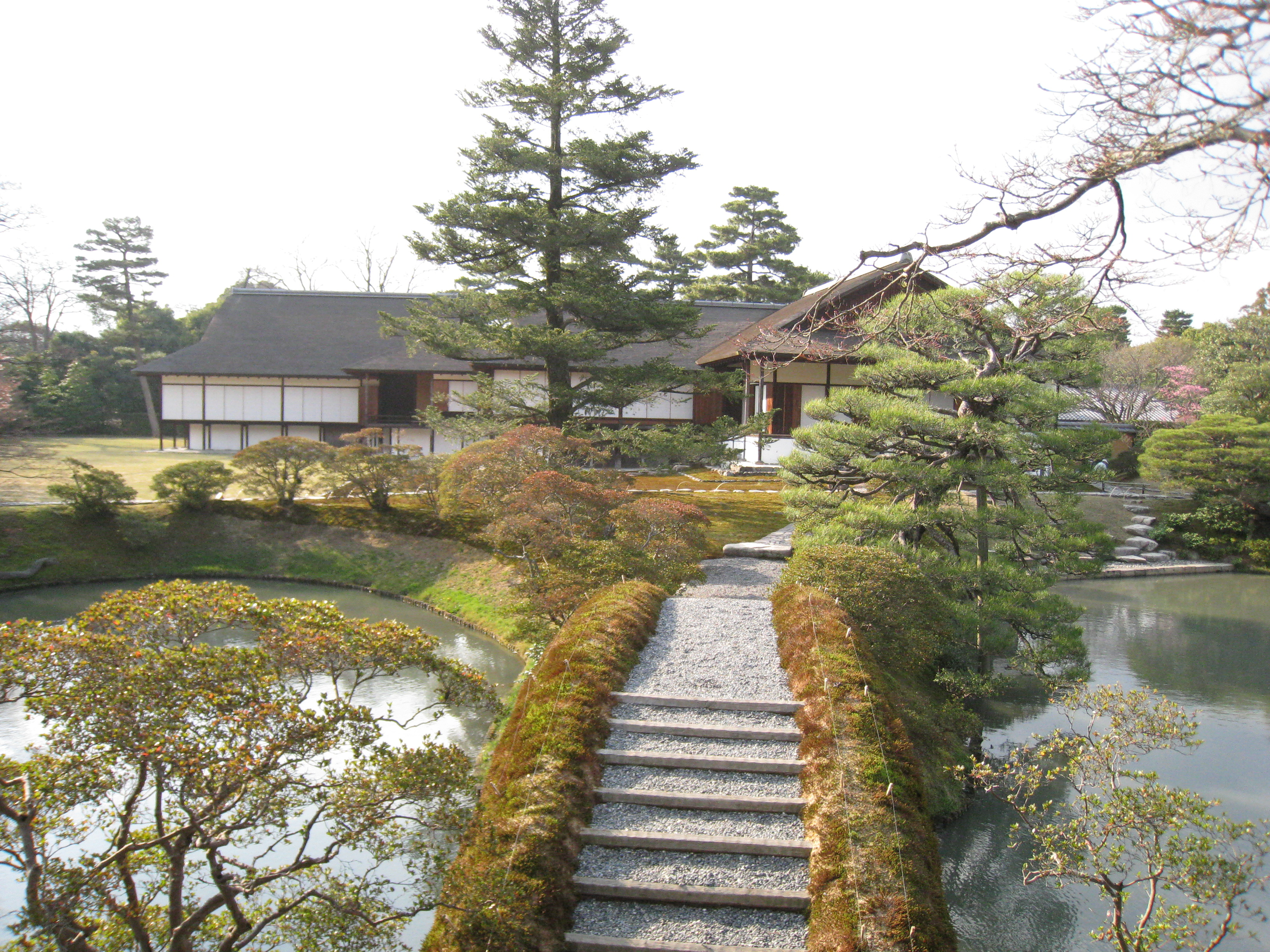
Face sud-est. Pont depuis le pavillon de thé Shŏkatei. Derrière le grand pin : shoin intermédiaire. À droite du grand pin, l'ancien shoin (en mars).

Face sud-est, principale, la mieux ensoleillée (commentaire de l'illustration correspondante). Depuis le pont qui dessert le pavillon de thé Shokatei, l'œil rencontre, à gauche, le nouveau shoin, puis derrière le grand pin, le shoin intermédiaire, un espace correspondant à la salle des audiences. Entre les deux premiers, on distingue le salon de musique, une ouverture obscure. À droite du grand pin, l'ancien shoin et sa véranda qui donne sur la terrasse de la Lune (masquée par le pin tors). Cette véranda sert d'interface avec l'intérieur, ici deux antichambres. Le Geparrō n'est pas visible, il se situerait à l'extrême droite, derrière les arbres. Le toit clair correspond à un bâtiment moderne. Un accès à la véranda peut se faire par un chemin de pierres (visible sous la dernière branche du grand pin), et la véranda donne accès à une porte (ici une ouverture sombre). Deux autres accès de ce même type, en pierres, aboutissent à cette véranda. Le portail d'entrée principal se trouve à droite, derrière le pavillon Geparrō, d'où un chemin empierré, mais oblique, aboutit à la porte principale de l'ancien shoin, située au nord-est, à laquelle on accède par de grandes marches extérieures. L'impossibilité d'entrevoir la terrasse de la Lune alors que l'on en approche est significatif des stratégies déployées par les concepteurs du jardin pour créer des effets de surprise.
En quittant le nouveau shoin, l'hôte rejoint l'ancien shoin et la tradition veut qu'il regagne la petite cour devant le porche et passe par une porte où il est obligé de se courber légèrement, ce qui provoque un sentiment mêlé à la fois d'expectative et de regret. Il peut suivre un passage de pierre et franchir deux ponts en arc pour rejoindre l'île centrale et admirer l'écho trois fois répété des toits du shoin intermédiaire, de la salle de musique et du nouveau shoin.

### Chemins et bordures

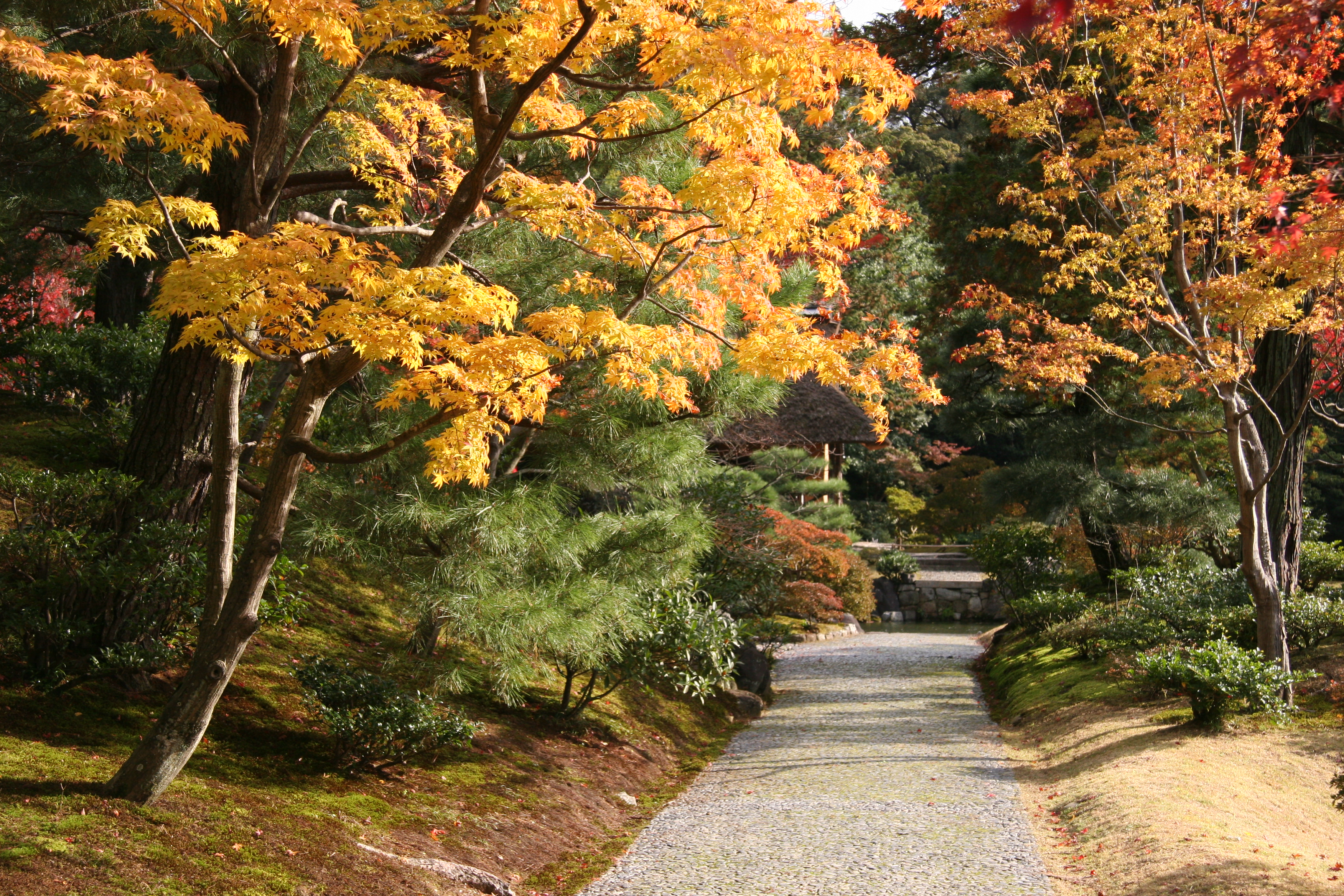
Petits galets jointifs.
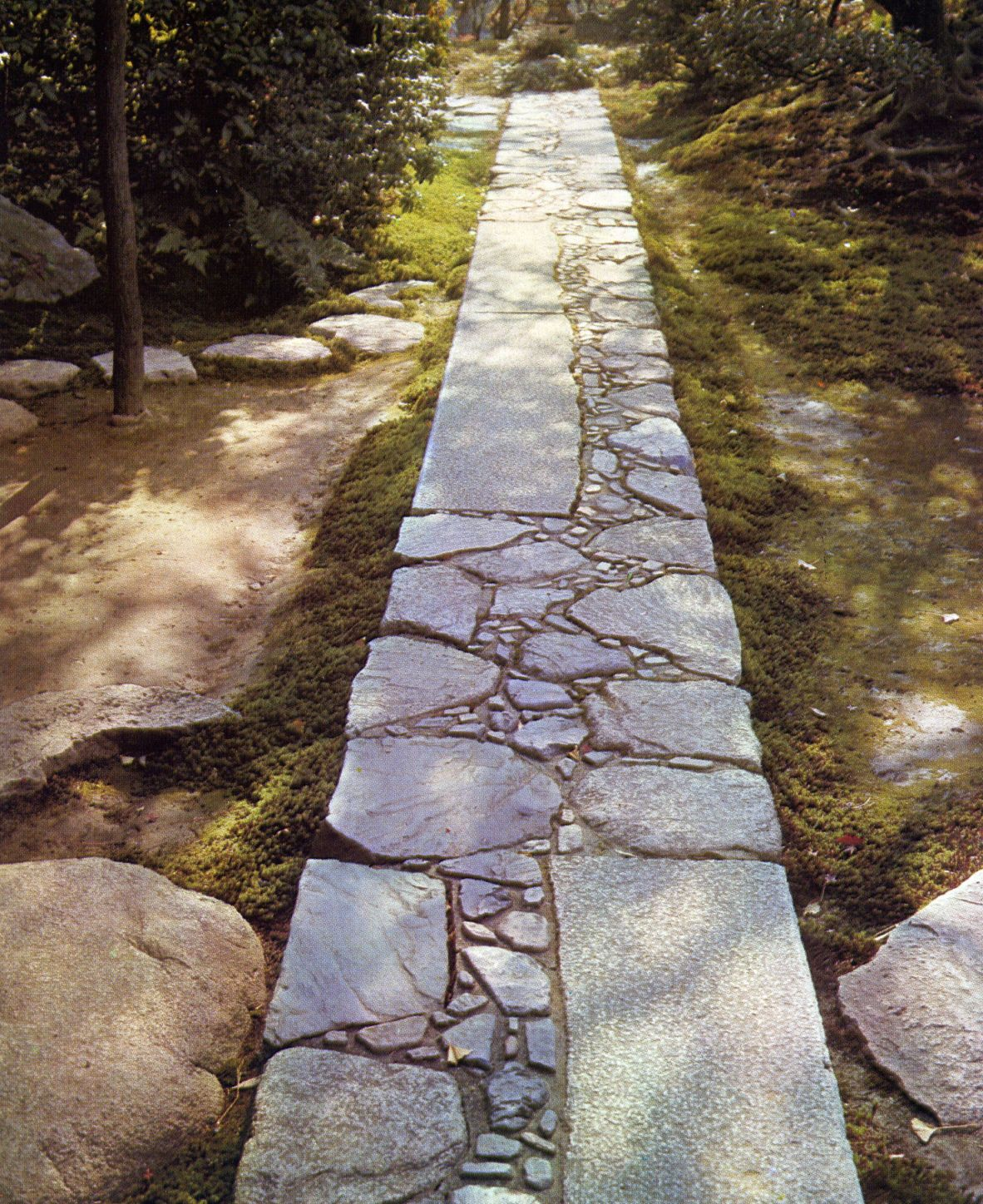
Pierres taillées, éclatées.
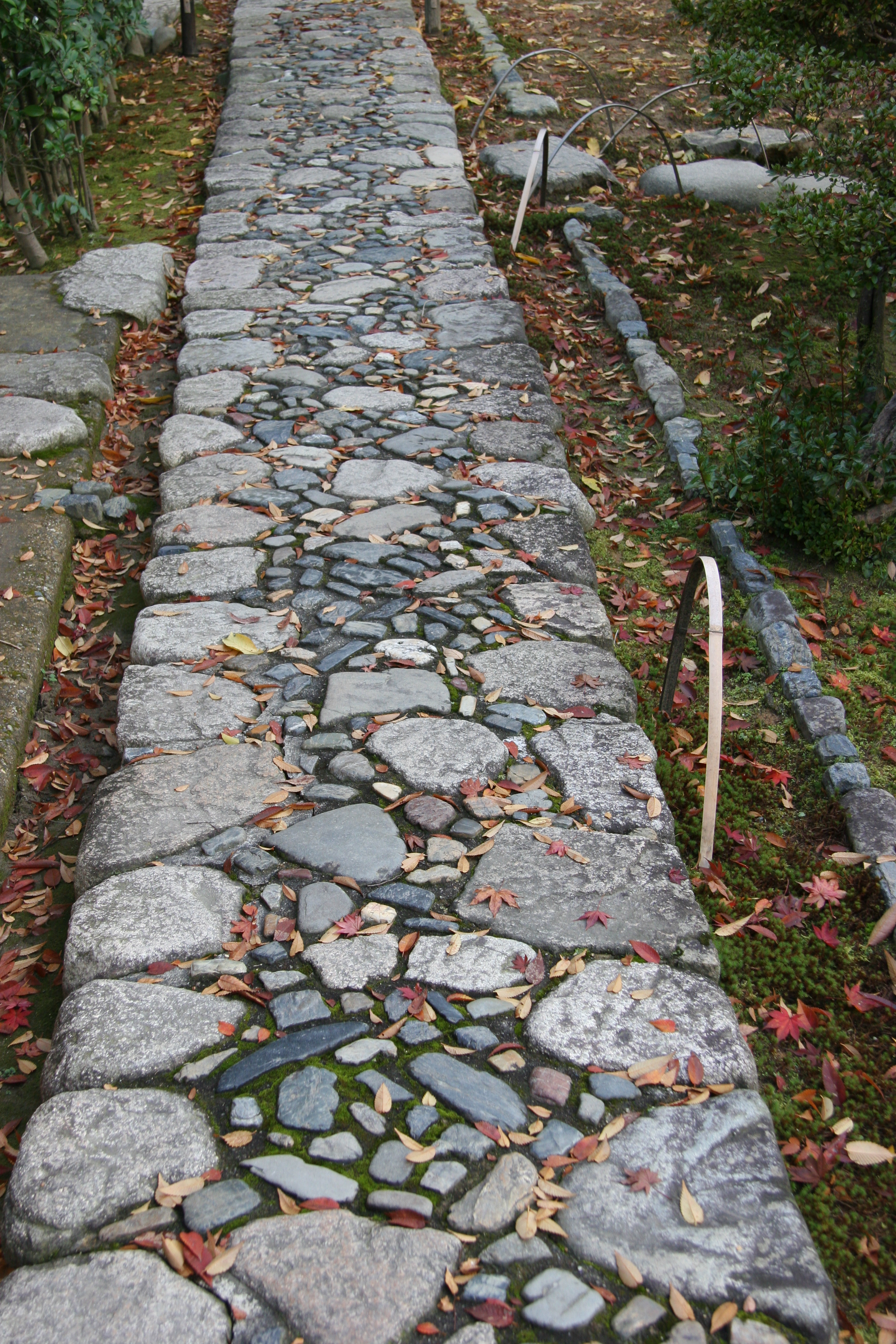
Galets divers ordonnés.
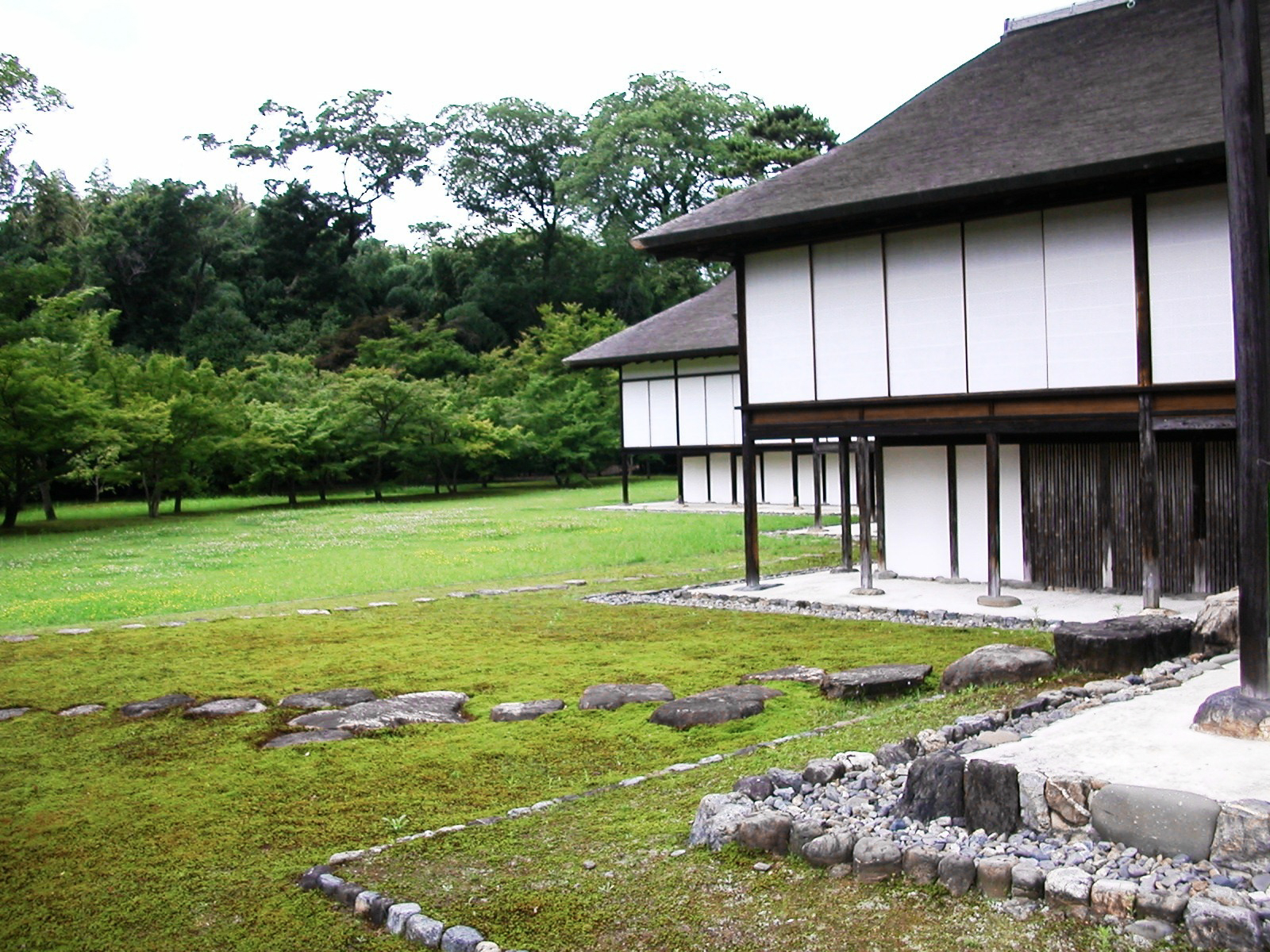
Chemin, pierres naturelles. Bordure, pierre taillée entre mousse et herbe. Galets ronds, égouttement du toit. Gravillons jusqu'à la maison.
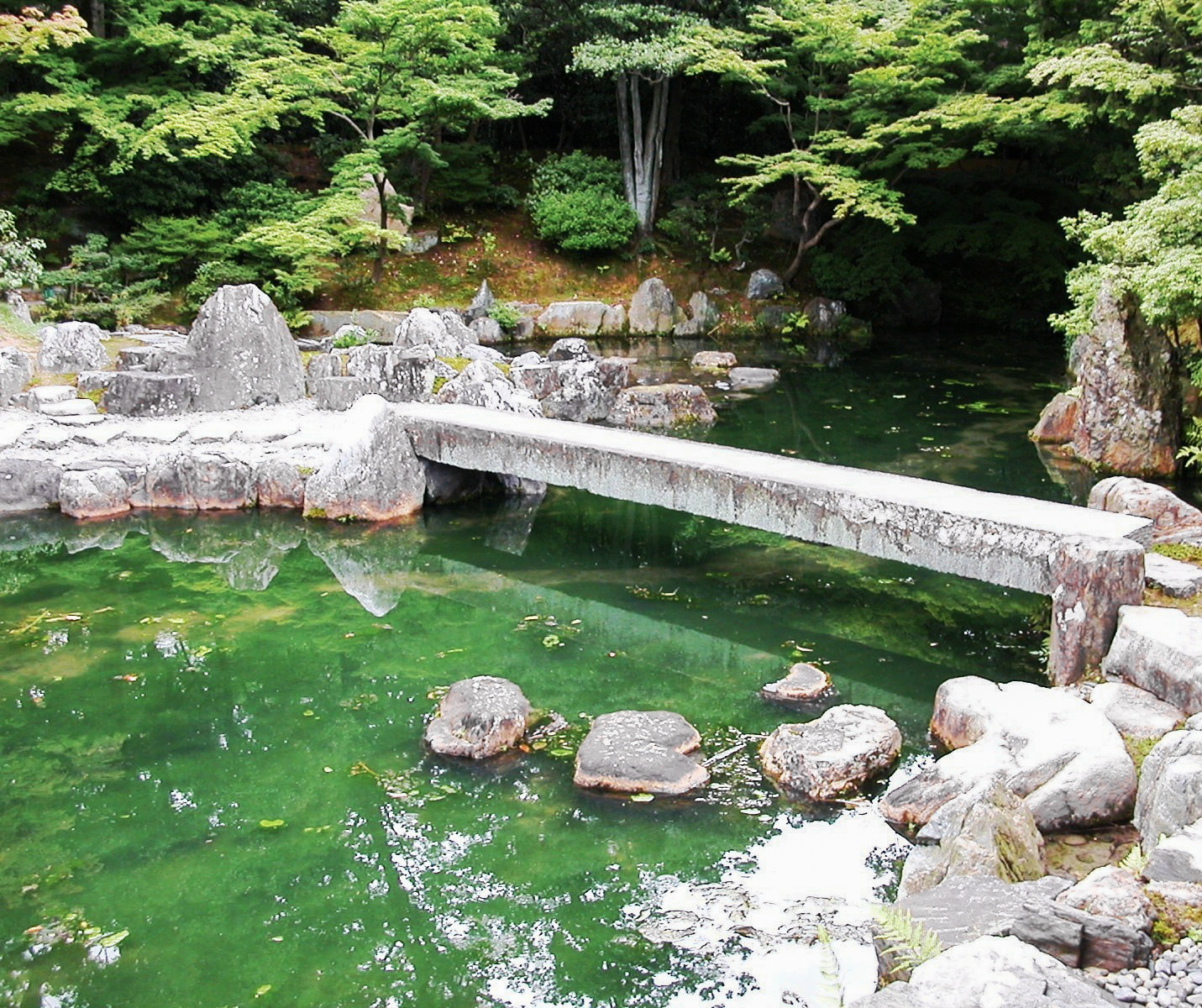
Petit pont monolithe.

## Sujet d'étude pour les architectes modernes
Katsura est devenu un modèle de référence d'architecture du style international moderne, fonctionnel.
En 1933, Bruno Taut, architecte allemand, est invité au Japon par une association japonaise pour une architecture internationale dans le but de promouvoir le mouvement moderne au Japon. À cette occasion, on lui propose la visite de Katsura.
Taut publie ses observations et commentaires. Il décrit Katsura comme « un exemple d'architecture classique, un monument éternel ». « L'architecte moderne reconnaîtrait, avec étonnement, que cette construction est absolument moderne […]. »
« C'est un exemple d'architecture fonctionnelle. Quels que soient les angles sous lesquels on considère l'ermitage, l'intégration de chacune de ses parties à l'ensemble est parfaite. Il s'agissait de créer un habitat permettant de mener une vie somme toute peu différente de la vie quotidienne, de développer un style du plus haut niveau de raffinement et d'exprimer clairement une philosophie de l'existence. L'ermitage de Katsura se présente comme un céleste vêtement sans couture tant les fils variés qui le composent sont indissociablement tissés. »
Une caractéristique de l'ancienne construction japonaise est la flexibilité de l'espace, ses structures de bois, ses panneaux coulissants. La maison s'ouvre sur le jardin et se relie à lui. Taut met volontairement en avant ces quelques éléments et les lignes pures de la villa. Il escamote les lignes courbes des toitures ainsi que d'autres éléments et le jardin, qui ne correspondaient pas au mouvement moderne.
Bruno Taut, comme Walter Gropius, a marqué l'opposition entre la Villa impériale de Katsura (architecture pure et dépouillée) et le sanctuaire de Nikkō (architecture fastueuse).
L'attention qu'il porte pour Katsura déclenche une prise de conscience de sa valeur. Ce fut une révélation pour les Japonais et de nombreuses publications sur le sujet virent le jour.
Kenzo Tange, architecte japonais de style international, est également inspiré par Katsura.
Kengo Kuma, architecte japonais également, s'inspire de la villa Huga (que Taut a conçue en s'appuyant sur la villa Katsura) pour faire sa Water/Glass House d'hôte en verre récompensée par de nombreux prix.